# Güstrow

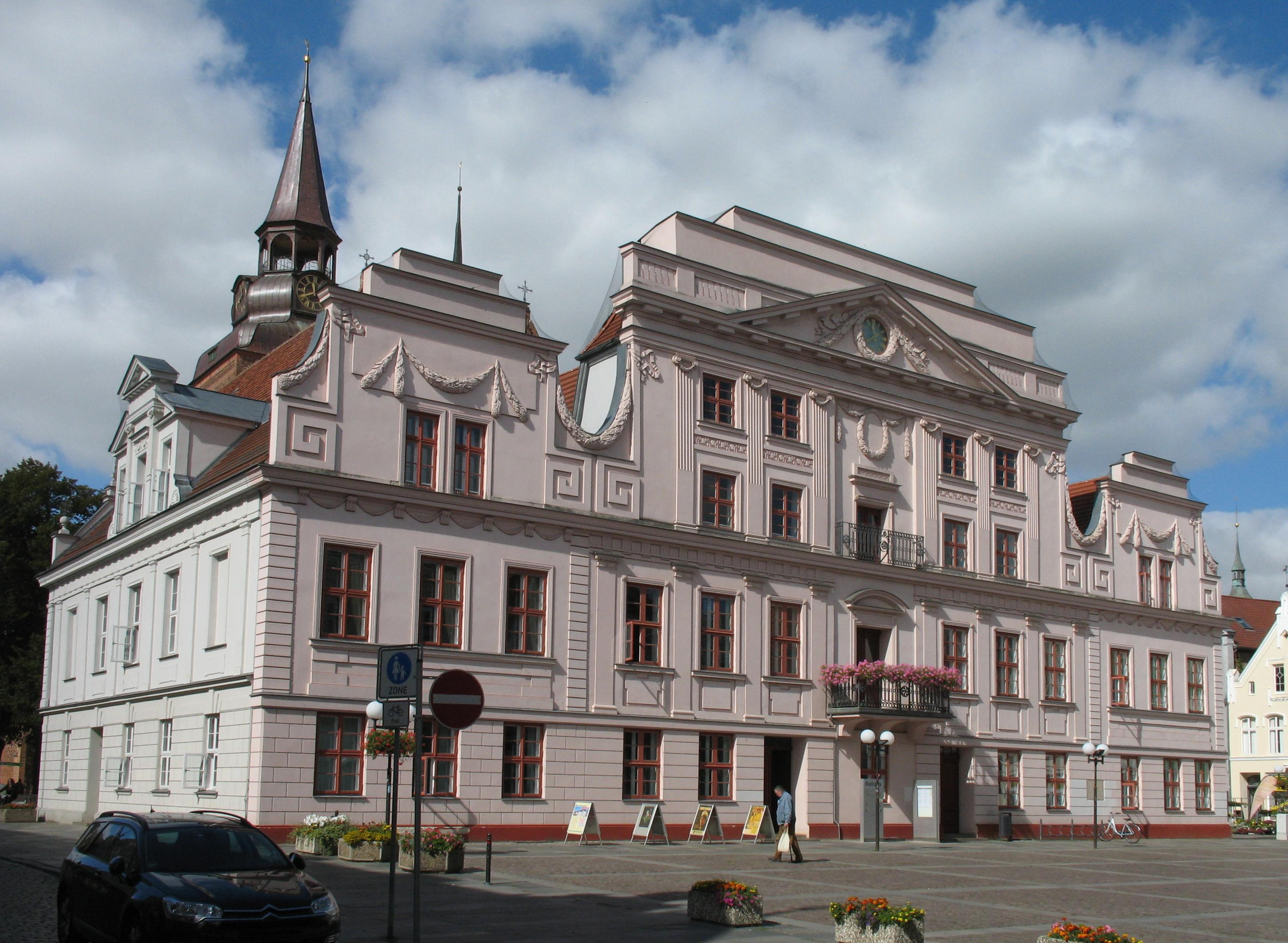
Rathaus

Güstrow [ˈgʏstroː] ist mit rund 30.000 Einwohnern die siebtgrößte Stadt Mecklenburg-Vorpommerns und Kreisstadt des Landkreises Rostock. Die Stadt ist Sitz des Amts Güstrow-Land, dem 14 Gemeinden angehören, selbst aber amtsfrei. Sie ist eines der 18 Mittelzentren des Landes und führt seit 2006 offiziell den Namenszusatz „Barlachstadt“ nach dem Bildhauer Ernst Barlach.
Güstrow ist als historische Residenzstadt bekannt für sein Schloss, seine gut erhaltene Altstadt mit vielen wertvollen Bauwerken und seinen Dom mit dem „Schwebenden“ von Barlach. Die 1236 begründete Domschule Güstrow ist eine der ältesten Schulen im deutschen Sprachraum, seit 1991 ist die Stadt zudem Sitz der Fachhochschule für öffentliche Verwaltung, Polizei und Rechtspflege des Landes Mecklenburg-Vorpommern.

## Geografie

### Lage und Landschaftstyp
Güstrow liegt etwa 40 Kilometer südlich der Regiopole Rostock an der Nebel, einem Nebenfluss der Warnow zentral in Mecklenburg-Vorpommern. Der parallel zur Nebel in Richtung Westen verlaufende Bützow-Güstrow-Kanal stellt eine von Wassertouristen genutzte schiffbare Verbindung zur Warnow dar. Nördlich des Güstrower Ortsteils Klueß mündet die Lößnitz in die Nebel. Güstrow hat mit seinen Seen (Inselsee mit der Schöninsel, Sumpfsee, Parumer See, Grundloser und Gliner See) sowie den Heidbergen eine seen- und waldreiche Umgebung.
Das Gebiet um und in Güstrow liegt sehr tief, durchschnittlich 14 m ü. NN. Die höchsten Erhebungen finden sich südöstlich der Stadt mit dem Rehberg (55,1 m ü. NHN), dem Mesterberg (54,8 m), dessen höchster Punkt jedoch bereits knapp hinter der Gemeindegrenze liegt und den bis zu 46,9 Meter hohen Heidbergen. Die tiefsten Stellen liegen im Westen an den Ufern des Parumer Sees, dessen Wasserspiegel nur 3,6 Meter über dem des Meeres liegt, und des Bützow-Güstrow-Kanals, der dort die Stadtgrenze überschreitet.
Die hügelige Landschaft rund um Güstrow ist eine glazial geprägte Endmoränenlandschaft, welche vor allem durch die jüngste Eiszeit, die Weichseleiszeit, vor ungefähr 10.000 Jahren geprägt wurde. Die Merkmale einer früheren Eiszeit findet man überall um Güstrow herum: die Heidberge als Endmoränenausläufer, die vielen ehemaligen Schmelzwasserseen und einige Findlinge, die während der Eiszeit von Skandinavien über die Ostsee mitgeschleift worden sind.

### Ortsteile
Zur Stadt Güstrow gehören die Ortsteile Suckow im Nordosten, Klueß im Südosten, Primerburg im Osten und Neu Strenz im Nordwesten.

### Nachbargemeinden
An Güstrow grenzen folgende Gemeinden (im Uhrzeigersinn im Norden beginnend): Sarmstorf, Plaaz, Glasewitz, Lalendorf, Mühl Rosin, Gutow, Gülzow-Prüzen und Lüssow.

## Geschichte

### Namensherkunft
Der Name Güstrow kommt aus dem Altpolabischen, von Guščerov (Eidechsenort), was sich von guščer für Eidechse ableitet. Historisch wurde Güstrow auch bei seinem lateinischen Namen genannt: Gustrovium.

### Mittelalter

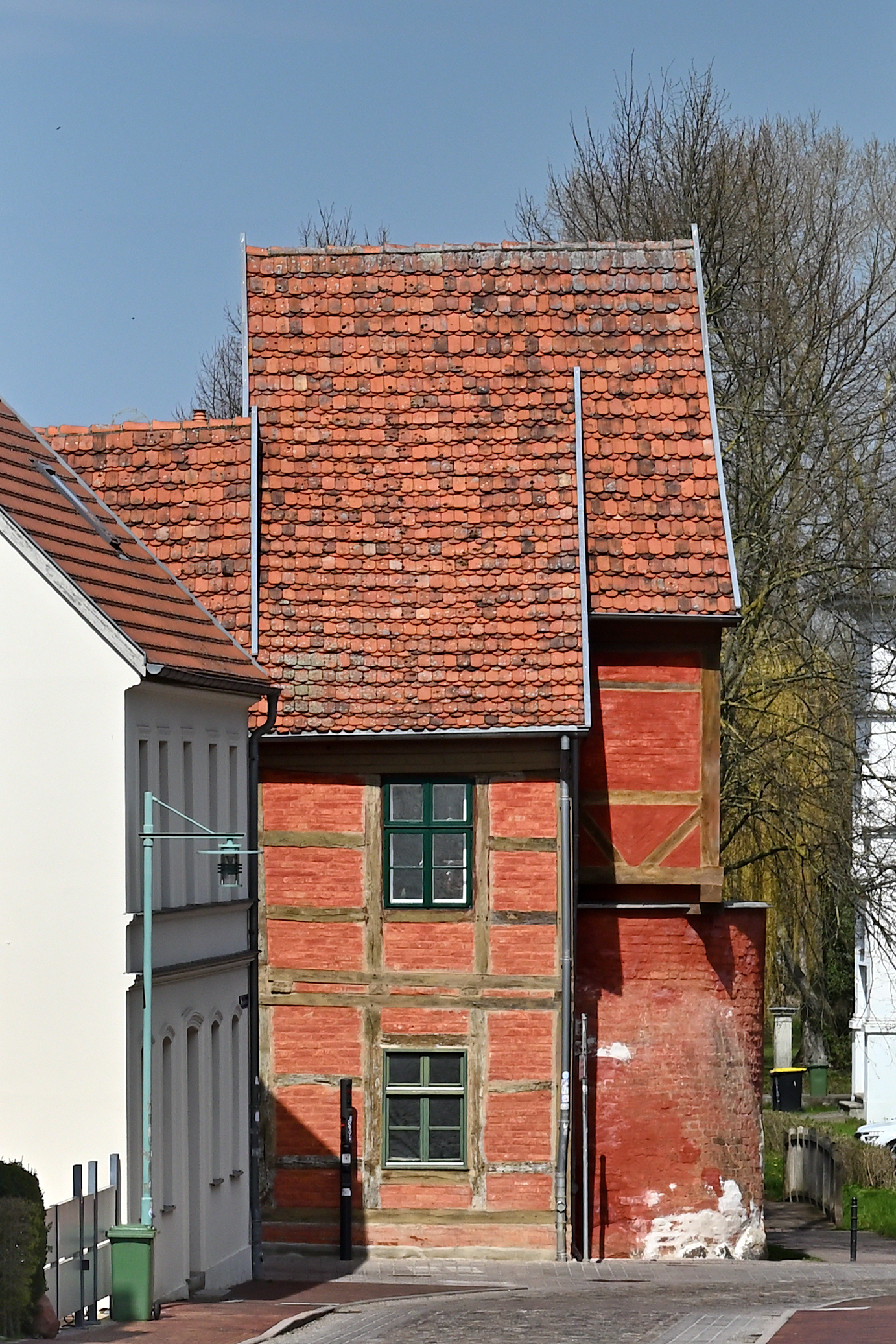
Der Armesünderturm

Güstrow muss schon um 1100 bestanden haben, da Bischof Otto von Bamberg 1128 zwei Priester dorthin entsandte. 1219 wurde am Standort des jetzigen Schlosses inmitten sumpfiger Wiesen die wendische Burg Güstrow erbaut. Nach dem Deutschen Städtebuch und anderen Quellen gründete Fürst Heinrich von Rostock (Heinrich Borwin II.) die Stadt Güstrow um 1219 bis 1226 und verlieh ihr das Schweriner Stadtrecht. 1226, schon auf dem Sterbebett liegend, stiftete Heinrich Borwin II. den Dom als Kollegiatkirche. 1228 erfolgte die Bestätigung des Schwerinschen Stadtrechts durch die Söhne Heinrich Borwins II. Deshalb gilt dieses Jahr als erster Urkundenbeleg für die Civitas. Von 1229 bis 1436, dem Aussterben der Linie Werle, war Güstrow Residenz der Herren zu Werle, die ihre alte Stammburg Burg Werle zwischen Schwaan und Bützow nach und nach aufgegeben hatten. Danach wurde Güstrow Landstadt in Mecklenburg und rangierte als Vorderstadt als erste der Städte im Wendischen Kreis, die bis 1918 auf mecklenburgischen Landtagen der 1523 vereinten Landstände vertreten waren. 1441 wurde die erste privilegierte Schützengesellschaft von Güstrow gegründet.
Der Hostienschändungsprozess von 1330 endete mit der Verbrennung von 23 Güstrower Juden und der Zerstörung der Synagoge. An ihrer Stelle wurde eine „Kapelle des Heiligen Blutes“ durch Fürst Johann von Werle errichtet, die 1503 abbrannte. Dorthin setzte eine intensive Wallfahrt ein. Von 1509 bis 1550/52 siedelten Franziskanerobservanten (Klosterhof) in Güstrow. 1503, 1508 und 1512 vernichteten Stadtbrände den Ort. 1556 fiel die Burg einem Brand zum Opfer.
Im Zusammenhang mit der Residenz entwickelte sich auch das Güstrower Bürgertum. Güstrow war für lange Zeit das wirtschaftliche Zentrum des mecklenburgischen Binnenlandes. Die Stadt wurde geprägt durch Handwerker und Kaufleute, Bierbrauer und Wollweber. Im Jahre 1514 gab es in der Stadt 20 Wollweber, 12 Schuhmacher, 10 Schmiede, 8 Schröder (Schneider), 8 Haken (Kleinhändler), 7 Bäcker, 6 Pelzer und 3 Knochenhauer (Schlachter).  Berühmt in ganz Deutschland war das Kniesenack-Bier. In alten Berichten wird es im Vergleich zu den bekannten Starkbieren seiner Zeit als ebenbürtig erwähnt. Die ursprüngliche Kniesenack-Brauerei befand sich in einem Haus des Güstrower Marktes (Ecke Grüner Winkel).
Ein beachtliches Bauwerk, dessen Anfänge ins Mittelalter zurückreichen, ist der Armesünderturm. Der untere Teil stammt noch aus dem 13. Jahrhundert. Zwischen 1500 und 1550 wurde auf die alte Stadtmauer ein Fachwerkhaus (Bude) aufgesetzt. Seit dem 18. Jahrhundert diente dieser dem Scharfrichter als Wohnung. Im Turm verbrachten die Verurteilten, die „armen Sünder“, ihre letzte Nacht vor der Hinrichtung.

### Herzogliche Residenz im 16. und 17. Jahrhundert

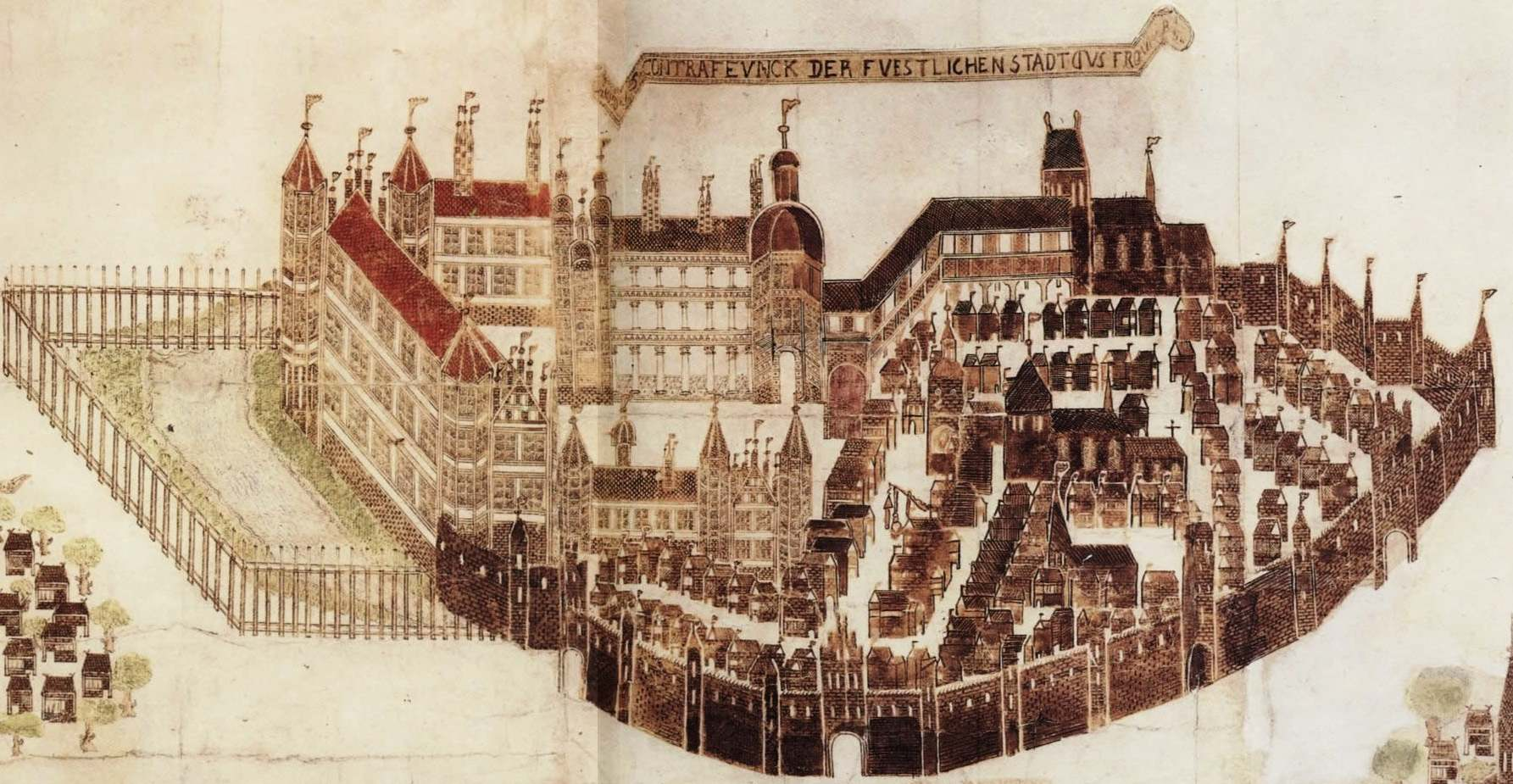
Stadt und Schloss Güstrow im 16. Jahrhundert auf der Vicke-Schorler-Rolle. Hervorhebenswert ist der Verbindungsgang zum Dom.

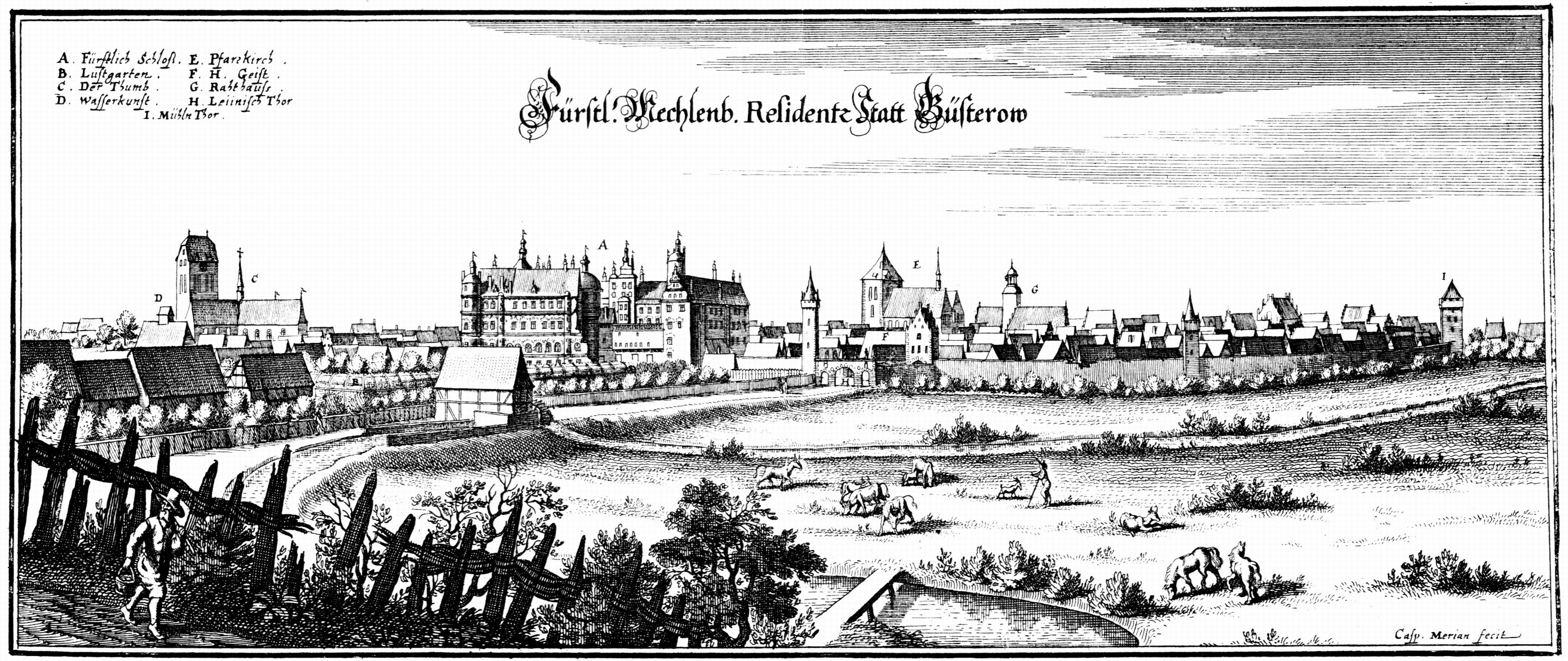
Matthäus Merian: Ansicht von Güstrow (1653)

Die Reformation beendete mit der Einführung der lutherischen Lehre das katholische Leben in der Stadt. Nachdem 1524 in der Heilig-Geist-Kapelle die erste lutherische Predigt gehalten worden war, überließen die Herzöge den Protestanten 1534 die Pfarrkirche. 1552 wurde im Dom die letzte katholische Messe gefeiert, nachdem der Landtag der mecklenburgischen Stände 1549 in Sternberg landesweit die protestantische Religion eingeführt hatte. In Güstrow lag der Grund auch im Verfall der Sitten des Kollegiatstifts, das sich zu einem „Geldinstitut“ für die Stadt und die Gutsherren entwickelt hatte. Das Franziskanerkloster wurde 1555 aufgelöst, die Kirchen und Kapellen vor den Toren der Stadt abgebrochen.
1552 fanden in Güstrow die ersten Theatervorstellungen statt. Die Darsteller waren ausschließlich Schüler der von Herzog Johann Albrecht I. neu gegründeten fürstlichen Domschule, die helfen sollte, die neue Lehre zu verbreiten. Die Vorstellungen wurden bis zum Dreißigjährigen Krieg beibehalten. Die Domschule, die lange als beste Schule in Mecklenburg galt, ging später im 1902 als Realgymnasium gegründeten und größeren John-Brinckman-Gymnasium auf.

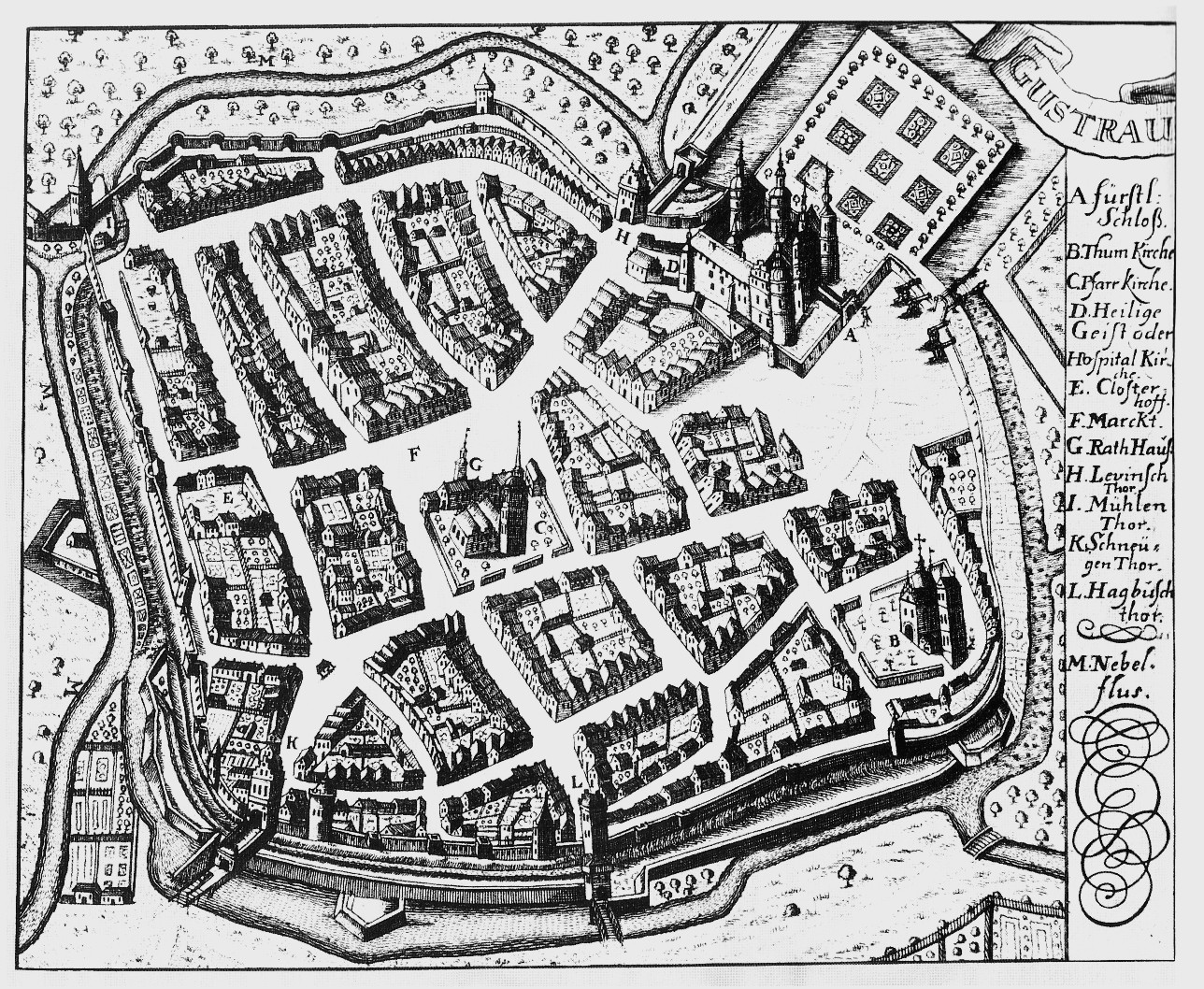
Güstrow 1704

Von 1556 bis 1695 war Güstrow zeitweise erneut Residenz, diesmal der Herzöge von Mecklenburg. Herzog Ulrich zu Mecklenburg begann 1558 mit dem Bau des Schlosses. Im Zuge der Zweiten Mecklenburgischen Hauptlandesteilung nach dem Fahrenholzer Teilungsvertrag von 1621 entstand der Mecklenburger Landesteil Güstrow. Von 1628 bis 1629 residierte Albrecht von Wallenstein als mecklenburgischer Herzog im Güstrower Schloss. Die beiden Herzöge von Schwerin und Güstrow wurden durch Wallenstein des Landes verwiesen. Auf Befehl Wallensteins wurden regelmäßige Reitposten eingerichtet, die von Güstrow aus nach allen Richtungen ins Land gingen. In Güstrow, in einem inzwischen verfallenen Haus im Grünen Winkel 4, befand sich damit die erste Poststation Mecklenburgs. Nach Wallensteins Sturz zog 1631 der geflüchtete Güstrower Herzog Hans Albrecht wieder in seine Residenz Güstrow ein.
1695 erlosch die Güstrower Herzogslinie durch den Tod von Herzog Gustav Adolf. 1701 erfolgte durch den Hamburger Erbvergleich die dritte Landesteilung, so entstand neben Mecklenburg-Schwerin noch Mecklenburg-Strelitz. 1712 fanden in Güstrow Waffenstillstandsverhandlungen bezüglich des Großen Nordischen Krieges statt. Daran beteiligten sich Zar Peter I. (der Große) von Russland, Kurfürst August II. (der Starke) von Sachsen sowie der schwedische General Steenbock.
Das Postwesen hatte in dieser Zeit in Güstrow eine größere Bedeutung (Siehe dazu: Postgeschichte in Güstrow). Ab 1708 bis 1871 war Güstrow Standort eines Hauptpostamtes bzw. ab 1810 eines Ober-Postamtes.

### Von der Fürsten- zur Bürgerzeit 1750–1933

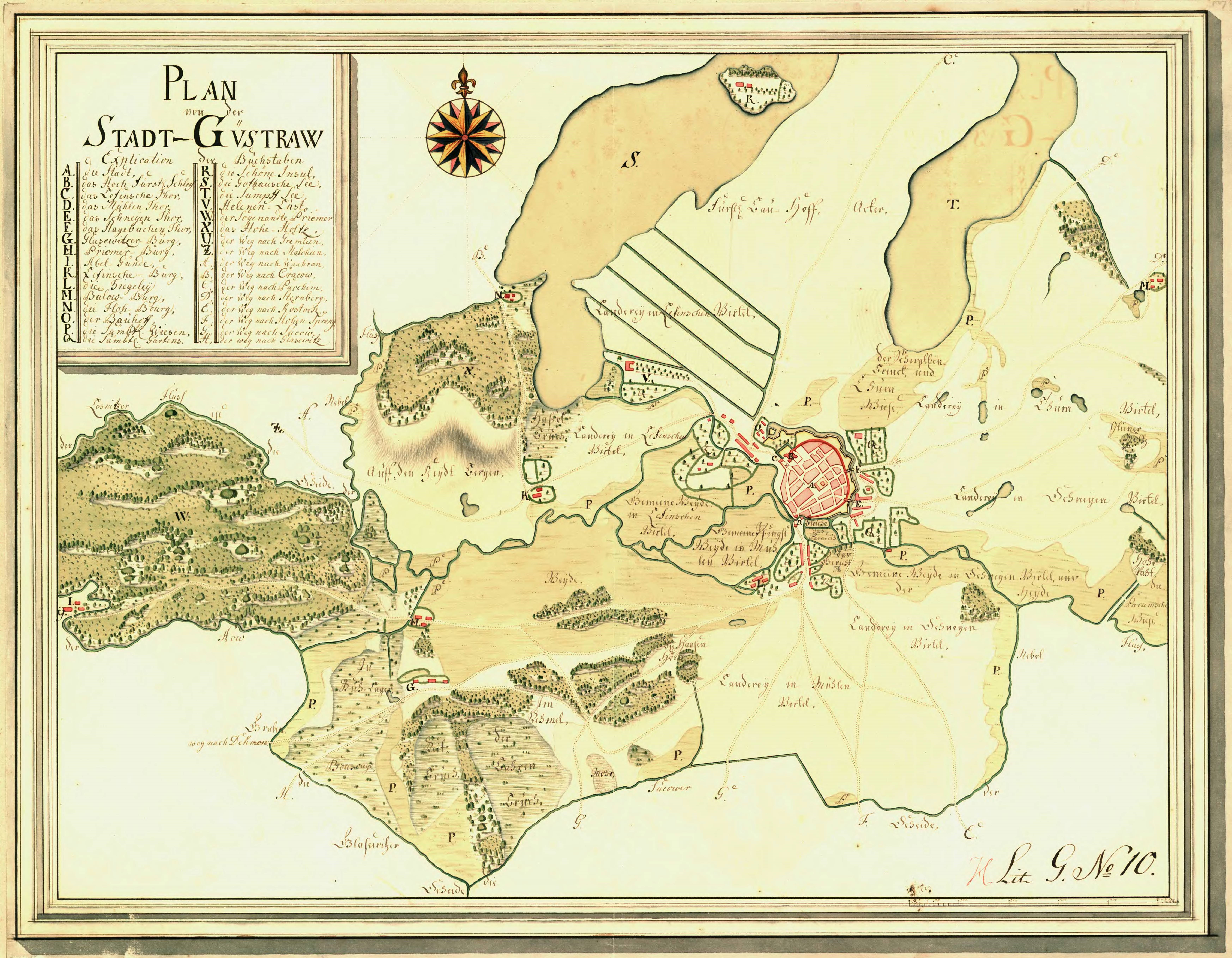
Stadtplan von Güstrow um 1750

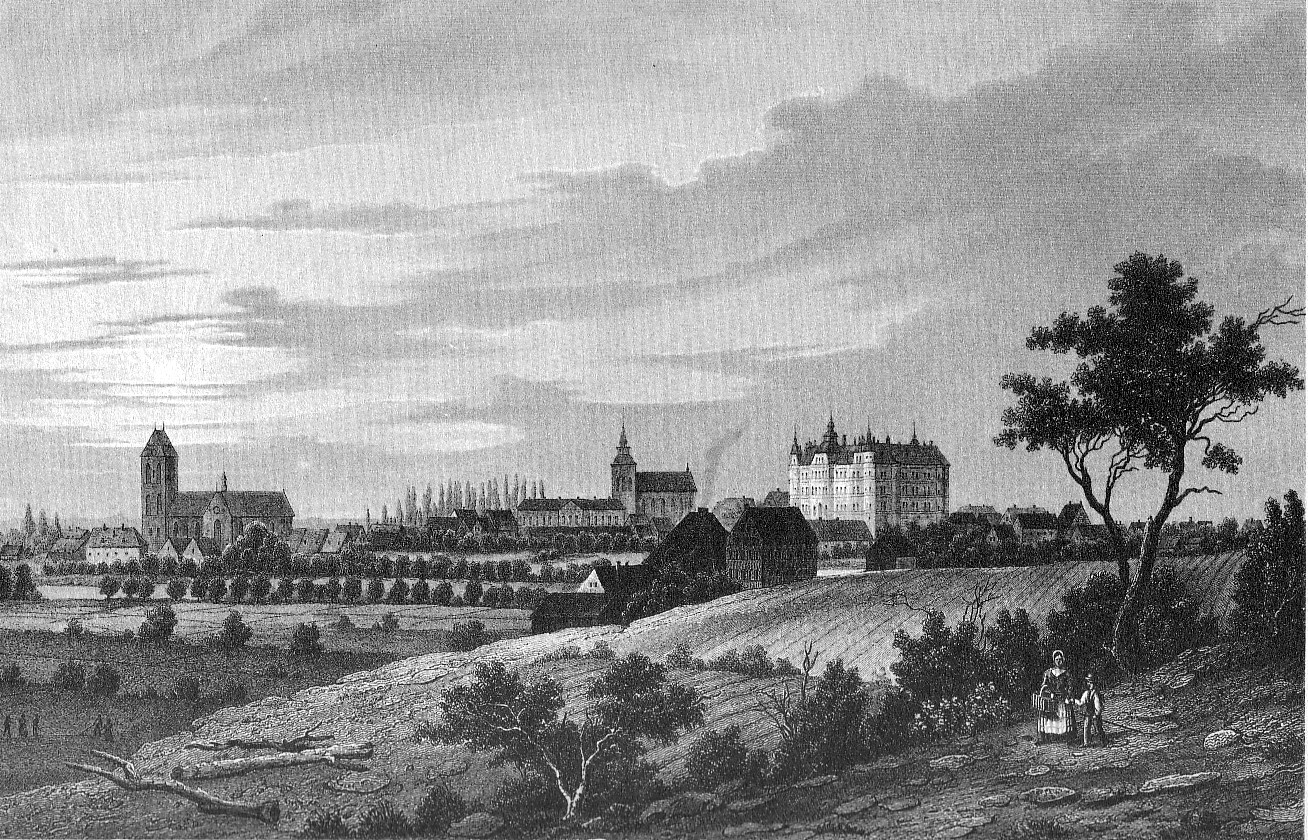
Ansicht um 1850

Seit 1749 wanderten einige Juden ein. Mit Schutzbriefen des Herzogs ließen sich mehrere Familien nieder, gegen den Widerstand des Magistrates. Ein bedeutender Güstrower Jude war der Bildhauer Löser Cohen (1787–1873), der an den Befreiungskriegen teilnahm und das Eiserne Kreuz erhielt. Bereits 1804 wurde ein jüdischer Friedhof angelegt, 1829 war die Synagoge fertig.
Von 1806 bis 1812 erfolgte die Besetzung Mecklenburgs durch die Truppen Napoleons I. 1813 wurde Güstrow zum Zentrum der Freiheitsbewegung in Mecklenburg, als von hier 600 Jäger zu Fuß und weitere 600 Jäger zu Pferd gegen Napoleon in den Kampf zogen. Zu Ehren der Kämpfer wurde 1865 das Landesdenkmal für die Befreiungskrieger 1813–1815 errichtet.
1848 stand Güstrow im Mittelpunkt der Revolution in Mecklenburg, als hier mehrere Versammlungen zur Verfassungsreform abgehalten wurden, die durch den Freienwalder Schiedsspruch letztlich erfolglos blieben.
Danach erfasste der technische Fortschritt Zug um Zug die Stadt. 1850 wurde die Bahnstrecke Bützow–Güstrow und der Bahnhof Güstrow gebaut. Die Verbindung wurde 1867 über Neubrandenburg ins preußische Strasburg verlängert, wo Anschluss nach Stettin bestand. 1882 folgte die Bahnstrecke Güstrow–Plau am See sowie 1887 die Strecken nach Schwaan und nach Plaaz.
Im Jahr 1852 ging das Gaswerk in der Nähe des Bahnhofes und die Straßenbeleuchtung mit Stadtgas in Betrieb. 1854 wurde in Güstrow eine Großherzoglich-Mecklenburgische Telegrafenstation in der Baustraße 3 errichtet. Ab dem 1. Januar 1856 bestand auch eine Telegraphenverbindung zwischen Güstrow und Neustrelitz. Über diese Verbindung waren die beiden mecklenburgischen Herzogtümer miteinander verbunden.
1883 entstand in Güstrow die erste Zuckerfabrik, sie erhielt einen Hafen am Bützow-Güstrow-Kanal, der 1896 fertiggestellt wurde. Die Beleuchtung der Hallen erfolgte mit elektrischem Bogenlicht. 1889 wurde die Güstrower Wasserleitung fertiggestellt, an die der Borwin-Brunnen erinnert. Ab 1892 wurde in Güstrow eine Stadtfernsprecheinrichtung für 28 Teilnehmer genutzt. Seit 1912 gibt es elektrischen Strom über ein Stadtnetz in Güstrow. Ab 1925 gibt es die Städtischen Werke Güstrow. 1931 wurde die erste Fernsprech-Wählvermittlungsstelle mit 800 Anschlüssen errichtet. 1933 erfolgte die Inbetriebnahme eines modernen Freiluftumspannwerkes im Norden Güstrows. Isidor und Max Samuel gründeten 1909 die Mecklenburger Schuhfabrik, die zur Expansion 1916 nach Rostock verlegt wurde (EMSA-Werke). Max Oppen gründete 1927 am Heideweg die modernste Produktionsstätte für Bettfedern in Europa, heute Mecklenburger Bettwaren Manufaktur. Die 1894 gegründete Chemiefabrik am Heideweg von Ernst Heilmann († 1923) fiel 1936 der Arisierung zum Opfer. Seine Familie wohnte in einer von Paul Korff erbauten Villa auf der Heilmannshöh, wo nach deren Abbrennen 1945 heute die Gehörlosenschule steht.

### 1933–1990

#### NS-Zeit
Die NS-Geschichte der Stadt ist wenig erforscht.
Johanna Beutin und ihr Mann Heinrich Beutin waren Mitglieder der illegalen KPD-Organisation im Unterbezirk Güstrow, er als Politischer Leiter, Johanna als Hauptkassiererin. Sie fertigten und verteilten antifaschistische Flugblätter. Im Frühjahr 1934 wurden beide verhaftet. Misshandlungen und demütigende Verhöre führten wahrscheinlich dazu, dass Johanna Beutin sich am 13. Februar 1935 das Leben nahm. Heinrich Beutin wurde in einem Hochverratsprozess am 2. August 1935 zu drei Jahren Zuchthaus verurteilt.
Der Bildhauer und Kunsthändler Bernhard A. Böhmer zog 1924 nach Güstrow. Seine erste Frau Marga Böhmer wurde nach der Scheidung 1927 Ernst Barlachs Lebensgefährtin, während er selbst Kunsthändler und nach Barlachs Tod 1938 dessen Nachlassverwalter wurde. Als „Verwerter“ von NS-Raubkunst wie auch „entarteter Kunst“ wurde er zum Retter verfemter Kunst. Am 22. Juli 1940 kaufte Böhmer die während der „Entartete Kunst“-Ausstellung in München zerstörte Steinguss Figur Kniende von Wilhelm Lehmbruck.
In der Zeit des Nationalsozialismus wurden die jüdischen Bewohner Güstrows verfolgt. Die jüdische Gemeinde hatte im April 1938 44 Mitglieder. Während der Novemberpogrome 1938 wurden 14 Juden verhaftet, am 10. Juli 1942 wurden weitere Gemeindemitglieder verhaftet und ins KZ Auschwitz deportiert; ältere Jüdinnen wurden ins KZ Theresienstadt deportiert und kamen dort ums Leben. Nur wenigen Juden aus Güstrow gelang die Emigration nach Shanghai, Australien, in die USA, nach Chile und Palästina.

Der jüdische Friedhof im Stadtteil Dettmannsdorf wurde 1938 verwüstet und die Friedhofshalle in Brand gesetzt. 1988 wurde ein Teil davon an der ‚Straße der Befreiung‘ (jetzt Neukruger Straße) wieder hergerichtet, wozu ein schmiedeeiserner Zaun und ein Gedenkstein von 1988 gehören. Eine Hinweistafel im Pflaster des Gehweges vor der ehemaligen Synagoge erinnert seit dem 18. August 2006 an das während der Novemberpogrome 1938 in Brand gesetzte und später abgetragene Gebäude (Krönchenhagen 13): 
Während des Zweiten Weltkrieges mussten mehrere hundert Frauen und Männer aus den von Deutschland besetzten Ländern in den Rüstungsbetrieben der Stadt Zwangsarbeit verrichten. Sie waren unter anderem im Güstrower Schloss untergebracht.
Güstrow wurde nach einigen Berichten kampflos am 2. Mai 1945 an die Rote Armee übergeben. Dabei spielte ein deutscher Hauptmann a. D. eine Rolle, der mithilfe einer ukrainischen Dolmetscherin Kontakt zu den Sowjets in Plaaz aufgenommen hatte, die misstrauisch nach dem vorhergehenden Widerstand in Demmin und Malchin waren. Slata Kowalewskaja wurde 1997 zur Ehrenbürgerin der Stadt Güstrow ernannt. Dennoch kam es zu einem geringfügigen Artilleriebeschuss. Über dreihundert Einwohner, darunter Bernhard Böhmer und seine zweite Frau Hella, nahmen sich das Leben. Über die Geschehnisse brach 2020 ein heftiger Streit aus, nachdem Ingo Sens im Auftrag der Stadt eine Geschichte der Übergabe 1945 erstellt hatte, die vieles dessen infrage stellte, was in der DDR-Zeit als Erfolg antifaschistischen Widerstands erzählt worden war. Der Streit teilte die Fraktionen des Stadtrates in zwei Lager.

#### 1945 bis 1989: SBZ und DDR
Im Landkreis Güstrow, wo die meisten Großgrundbesitze lagen, wurde mit der Bodenreform im September 1945 in Mecklenburg unter dem kommunistischen Landrat Bernhard Quandt begonnen. In der Zeit der sowjetischen Besatzung unterhielt die Geheimpolizei NKWD ein Gefängnis am Schlossberg, in dem mehrere Güstrower Bürger verhört und vermutlich hingerichtet wurden. Im Mai 1946 wurden mehrere Mitglieder der Freiwilligen Feuerwehr im Alter von 15 bis 23 Jahren unter der Behauptung festgenommen, dem „Werwolf“ anzugehören. Sie wurden später in das sowjetische Speziallager Nr. 7 Sachsenhausen gebracht, wo mehrere von ihnen starben.
Im September 1950 fand ein stalinistischer Schauprozess gegen acht Schüler des John-Brinckman-Gymnasiums statt, der mit langjährigen Haftstrafen endete. Uwe Johnson, selbst Schüler dort, schrieb mit Ingrid Babendererde einen Roman über diese Zeit.
Am 1. Juli 1950 wurde die bis dahin eigenständige Gemeinde Suckow eingegliedert.
1950 wurde in Güstrow ein Institut für Lehrerbildung (IfL) gegründet. 1953 erfolgte die Umwandlung in ein Pädagogisches Institut mit Hochschulcharakter, aus dem 1972 die Pädagogische Hochschule „Liselotte Herrmann“ Güstrow hervorging. Die Hochschule existierte bis 1991.
Am 17. Juni 1953 fanden in Güstrow einige Versammlungen und Streiks statt, die aber nicht eskalierten. Sie richteten sich u. a. gegen die Verstaatlichung kleinerer Betriebe. Der Möbelfabrikant Werner Bruchhäuser wurde zur Beruhigung der Unruhen aus der Untersuchungshaft freigelassen. Deutsche Volkspolizei und Stasi hielten die Stadt fest im Griff.
Die Südstadt entstand am Ende der Goldberger Straße. Im Mai 1958 begann man mit dem ersten Bauabschnitt. Die ersten kleineren Mehrfamilienhäuser mit 137 Wohnungen wurden noch Stein auf Stein errichtet. Mit dem Aufbau eines Plattenwerkes für Beton-Fertigteilplatten 1960 begann 1961 auch in Güstrow der komplexe Wohnungsbau mit Beton-Groß-Platten. Von etwa 1968 bis 1988 wurden die Wohngebiete Südstadt mit 3921 Wohnungen und Distelberg mit 1216 Wohnungen in Plattenbauweise errichtet.

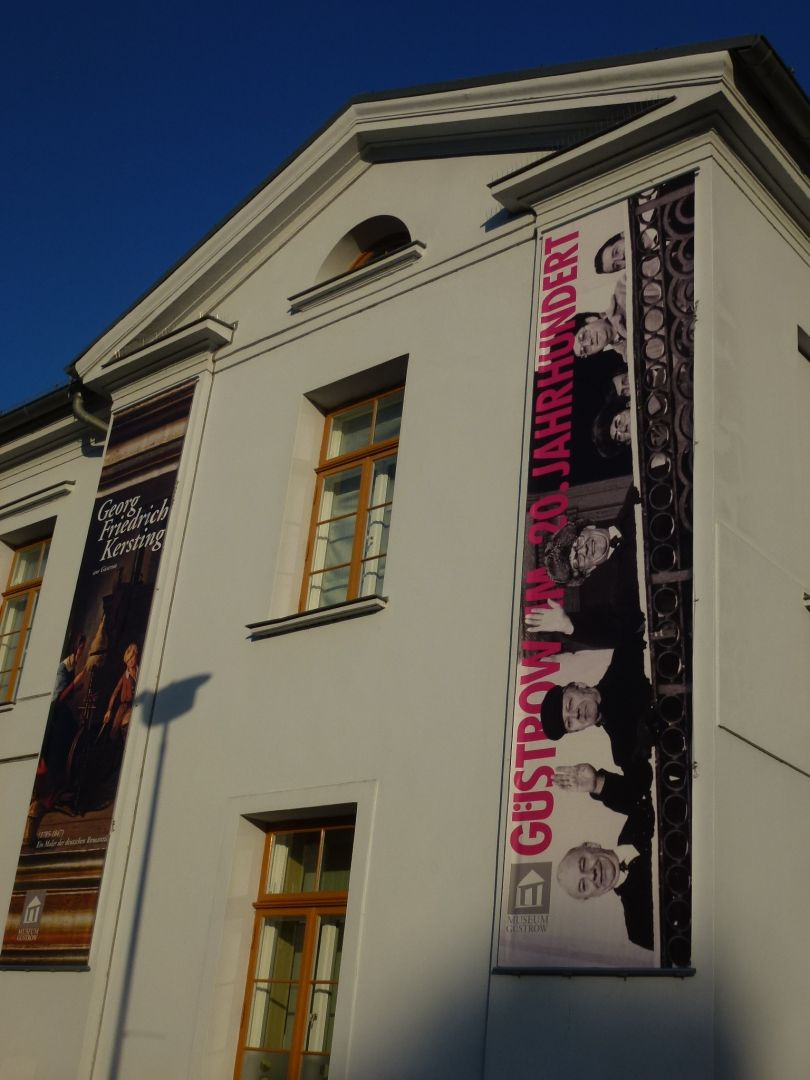
Das Stadtmuseum erinnerte im Jahr 2014 auch an den Besuch von Helmut Schmidt.

Am 13. Dezember 1981 besuchte Bundeskanzler Helmut Schmidt Güstrow anlässlich eines offiziellen Besuchs in der DDR zusammen mit Erich Honecker. Honecker und Schmidt wurden durch Stasi-Mitarbeiter von den Bewohnern Güstrows vollständig abgeschirmt. Gemäß den Vorstellungen Honeckers inszenierten sie das Bild „eines glücklichen Volkes in heimeliger Adventsstimmung“. Die meisten „Besucher des Weihnachtsmarktes“ waren in Zivil gekleidete Mitarbeiter des MfS, die die Aufgabe hatten, auf dem Weihnachtsmarkt eine festliche Atmosphäre zu verbreiten und Honecker zuzujubeln. 35.000 Sicherheitskräfte waren im Einsatz: 14.000 vom MfS, die übrigen von der Volkspolizei. Es gab 81 Haftbefehle, 11.000 Personen standen drei Tage lang unter Kontrolle, 4500 Wohnungsuntersuchungen wurden durchgeführt.

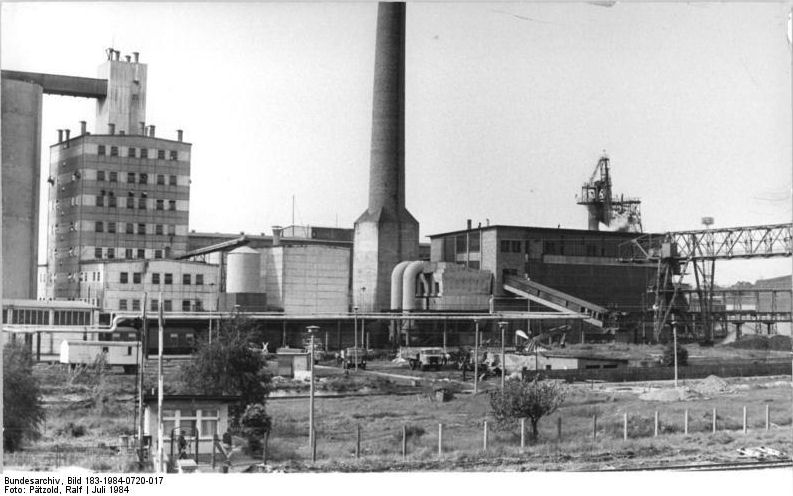
Zuckerfabrik im Jahr 1984

Am 21. Dezember 1984 erschoss ein hauptamtlicher Mitarbeiter des Ministeriums für Staatssicherheit unter Alkoholeinfluss nahe der örtlichen Kreisdienststelle Güstrow zwei Menschen. 1990 wurde er dafür zu zehn Jahren Haft verurteilt.
Die größten Betriebe Güstrows zu DDR-Zeiten waren der VEB Landmaschinenbau (LMB), das Kraftfahrzeuginstandsetzungswerk (KIW), das Türenwerk (VEB Holzverarbeitung), die Zuckerfabrik (Zufa Nordkristall) sowie der VEB Getreidewirtschaft. Außerdem gab es die Spirituosenfabrik G. Winkelhausen und eine Möbelfabrik (VEB Polstermöbel), die 1972 durch Verstaatlichung aus der Firma Bruchhäuser KG hervorgegangen war und unter anderem Möbel für den Ikea-Konzern herstellte.
Zum Basisgruppentreffen der „Synode der kleinen Leute“ am 7. Januar 1984 in Güstrow erschienen Vertreter von 13 Gruppen aus beiden norddeutschen Landeskirchen. Sie kritisierten die zunehmenden Repressalien.
In Güstrow kam es in der Friedlichen Revolution zu Protesten gegen die SED-Macht vor allem aus kirchlichen Kreisen. Dabei spielte der Expastor und Sprecher des Neuen Forums Heiko Lietz eine führende Rolle in ganz Mecklenburg. Ihm war schon 1981 Hausarrest verordnet worden. In Güstrow veranstalteten die auswärtigen SDP-Mitglieder Gottfried Timm (Robel) und Ursula Kaden (Stralsund) am 15. November 1989 eine Informationsveranstaltung zur neu gegründeten Sozialdemokratie. Am 30. November fand dann im „Haus der Kirche“ die Gründungsversammlung der SDP-Ortsgruppe statt.

### Seit 1990
Mit der Wende setzte ein erheblicher Bevölkerungsverlust ein, nur zum Teil ins Umland. Die Straßen im Stadtzentrum erhielten ihre alten Namen wieder zurück: z. B. der Pferdemarkt und die Hageböcker Straße. Nach heftigem Streit nach 1990 behielten die Straßen in den Außenbezirken weitgehend die Namen aus der DDR-Zeit.
Viele Industriebetriebe überstanden die Wende und die folgende Transformation nicht: der Landmaschinenbau nur mit wesentlich kleineren Nachfolgern, die Zuckerfabrik bis 2008.
1991 wurde die Residenzstadt eine Modellstadt der Städtebauförderung in den neuen Ländern. Zahlreiche Baudenkmale im historischen Stadtkern und der Schlossbereich wurden danach gründlich saniert. Seit 1993 konnte auch das Wohnumfeld in den Plattenbausiedlungen verbessert werden und seit 2000 erfolgte der Abriss von leerstehenden Wohnungen (Stadtumbau). 1995 fand im Schloss die erste Landesausstellung zur Tausendjahrfeier Mecklenburgs statt.
Zur touristischen Erschließung der Sehenswürdigkeiten wurde ein Erlebnispfad „Altstadtrundweg“ angelegt; verlegte Wegmarkierungen führen zu sehenswerten Objekten.
Von 1952 bis 2011 war Güstrow Kreisstadt des gleichnamigen Kreises (bis 1990 im DDR-Bezirk Schwerin, 1990–2011 im Land Mecklenburg-Vorpommern). Mit der Kreisgebietsreform Mecklenburg-Vorpommern 2011 wurde der Landkreis Güstrow mit dem Landkreis Bad Doberan zum neuen Landkreis Rostock vereinigt. Kreisverwaltungssitz blieb Güstrow.

## Bevölkerung
| Jahr | Einwohner |
| ---- | --------- |
| 1871 | 10.782    |
| 1890 | 14.850    |
| 1900 | 16.882    |
| 1919 | 19.810    |
| 1944 | 29.000    |
| 1988 | 38.854    |

| Jahr | Einwohner |
| ---- | --------- |
| 1990 | 37.513    |
| 1995 | 34.794    |
| 2000 | 32.323    |
| 2005 | 31.083    |
| 2010 | 30.018    |
| 2015 | 28.845    |

| Jahr | Einwohner |
| ---- | --------- |
| 2020 | 28.999    |
| 2021 | 29.026    |
| 2022 | 29.556    |
| 2023 | 29.582    |

ab 1990: Stand: 31. Dezember des jeweiligen Jahres

## Politik

### Stadtvertretung
Die Stadtvertretung von Güstrow besteht entsprechend der Einwohnerzahl der Stadt aus 29 Mitgliedern. Die Kommunalwahl am 9. Juni 2024 führte bei einer Wahlbeteiligung von 57,6 % zu folgendem Ergebnis:
| Partei / Wählergruppe             | Stimmenanteil 2019 | Sitze 2019 |  | Stimmenanteil 2024 | Sitze 2024 |
| --------------------------------- | ------------------ | ---------- |  | ------------------ | ---------- |
| CDU                               | 27,8 %             | 8          |  | 27,4 %             | 8          |
| AfD                               | 10,4 %             | 1          |  | 25,1 %             | 5          |
| SPD                               | 22,9 %             | 7          |  | 21,5 %             | 6          |
| Die Linke                         | 12,3 %             | 4          |  | 07,7 %             | 2          |
| FDP                               | 06,1 %             | 2          |  | 04,3 %             | 1          |
| Bündnis 90/Die Grünen             | 07,1 %             | 2          |  | 02,7 %             | 1          |
| Freie Wähler Güstrow              | 08,1 %             | 2          |  | 02,7 %             | 1          |
| Einzelbewerber Alexander Wulff    | –                  | –          |  | 03,8 %             | 1          |
| Einzelbewerber Frank Reddig       | –                  | –          |  | 01,4 %             | 1          |
| Einzelbewerber Mario Kohlhagen    | 01,0 %             | –          |  | 01,2 %             | 1          |
| Einzelbewerber Siegfried Rau      | –                  | –          |  | 00,7 %             | –          |
| Einzelbewerber Thoralf Stindl     | –                  | –          |  | 00,7 %             | –          |
| Einzelbewerber Tsovinar Hakobyan  | –                  | –          |  | 00,6 %             | –          |
| Einzelbewerber Manfred Grotzke    | –                  | –          |  | 00,2 %             | –          |
| Einzelbewerber Kurt-Werner Langer | 01,8 %             | 1          |  | –                  | –          |
| NPD                               | 01,2 %             | –          |  | –                  | –          |
| Freiheitliches Bündnis (FB)       | 00,6 %             | –          |  | –                  | –          |
| Einzelbewerber Martin Hogh        | 00,4 %             | –          |  | –                  | –          |
| Einzelbewerberin Sylvia Brandt    | 00,3 %             | –          |  | –                  | –          |
| Insgesamt                         | 100 %              | 27         |  | 100 %              | 27         |

Bei der Wahl 2019 entfielen auf die AfD drei Sitze. Da sie nur einen Bewerber aufgestellt hatte, blieben in der Stadtvertretung zwei Sitze unbesetzt.
Bei der Wahl 2024 entfielen auf die AfD sieben Sitze. Da sie nur fünf Kandidaten aufgestellt hatte, bleiben wiederum zwei Sitze unbesetzt. Zwei weitere gewählte AfD-Kandidaten nahmen die Wahl nicht an, so dass insgesamt vier Sitze unbesetzt blieben. Im Mai 2025 legte eine weitere AfD Stadtvertreterin ihr Mandat nieder, so dass die AfD den Fraktionsstatus verlor. Da im Mai 2025 auch der Einzelbewerber Alexander Wulff sein Mandat niederlegte, besteht die Stadtvertretung seit Juni 2025 aus 23 Mitgliedern.

### Bürgermeister
| Name                                       | Dienstzeit |
| ------------------------------------------ | ---------- |
| Gotfried Wessel                            | 1270       |
| Dietrich Diestelow                         | 1338       |
| Copekino Worpel                            | 1339–1341  |
| Dieterich Haselow                          | 1359–1368  |
| Gerhard Schütt                             | 1368       |
| Johann Lüdershagen                         | 1368       |
| Eberhard Koten                             | 1368       |
| Conrad Bomstiger                           | 1368       |
| Nicolaus Koselow                           | 1391–1401  |
| Eberhard Diestelow                         | 1393       |
| Henning Barold                             | 1393–1394  |
| Jacob Lichtevoet                           | 1394       |
| Heinrich Brockmann                         | 1402       |
| Nicolaus Clevenow                          | 1418       |
| Johann Schütte                             | 1430       |
| Jacob Stavenhagen                          | 1442–1432  |
| Nicolaus Bremer                            | 1447       |
| Johannes Brockmann                         | 1448–1452  |
| Hans Holtensten                            | 1452–1458  |
| Jacob Brese                                | 1467–1470  |
| Hans Clevenow                              | 1471–1484  |
| Hans Bremer                                | 1476–1496  |
| Heinrich Pinnow                            | 1481–1485  |
| Hans Brockman                              | 1482–1493  |
| Heinrich Bremer                            | 1498       |
| Heinrich Sandow                            | 1502–1508? |
| Heinrich Glowse                            | 1518       |
| Martin Boye                                | 1519       |
| Cordt vam Sehe                             | 1518–1519  |
| Henning Balghe                             | 1519       |
| Christoph Clevenow                         | 1520       |
| Peter Klevena                              | 1531–1536  |
| Erasmus Mathias                            | 1536–1559  |
| Jacob Moller                               | 1552–1557  |
| Claus Netzebant                            | 1557       |
| Joachim Koch                               | 1557–1567  |
| Martin vom Sehe                            | 1561–1580  |
| Jochim Voysan                              | 1567–1584  |
| Kurth von Adenstädt                        | 1580–1585? |
| Jürgen Schutte                             | 1594–1612  |
| Daniel Clandrian                           | 1598–1609  |
| Lorenz Clandrian                           | 1606–1608  |
| Martin Gerdes                              | 1610–1629  |
| Ulrich Krüger                              | 1613–1614  |
| Gerhard Hagemeister                        | 1615–1625  |
| Lorentz Klevenow                           | 1630–1640  |
| Friedrich Corfey                           | 1630–1650  |
| Lucas Hagemeister                          | 1641–1664  |
| Joachim Kistmacher                         | 1651–1674  |
| Johan Gerdeß                               | 1665–1679  |
| David Sandow                               | 1675–1689  |
| Martin Christoph Gerdes                    | 1680–1684  |
| Heinrich Schäfer                           | 1685–1691  |
| Peter Tornow                               | 1689–1709  |
| Lorenz Clevenow                            | 1692–1700  |
| Christian Schultz                          | 1700–1708  |
| Joachim Neese                              | 1709–1714  |
| Carl Sibeth                                | 1711–1718  |
| Johann Christian Vick                      | 1715–1739  |
| Johann Gustav Storch                       | 1719–1728  |
| Conrad Justus Schöpffer                    | 1740–1772  |
| Johann Gustav Storch                       | 1729–1749  |
| Thomas Spalding                            | 1749–1767  |
| Joachim Heinrich Spalding                  | 1751–1800  |
| Johann Joachim von Vick (Wick)             | 1767–1781  |
| Carl Sibeth                                | 1773–1782  |
| Joachim Heinrich Christian Krüger          | 1781–1814  |
| Joachim Heinrich Spalding                  | 1782–1807  |
| Carl Sibeth                                | 1807–1823  |
| Carl Heinrich Christoph Trotsche           | 1814–1836  |
| Carl Johann Heinrich Tschierpe             | 1823–1832  |
| Johann Ludwig Ernst Langfeldt              | 1831–1860  |
| Philipp Friedrich Burmeister               | 1836–1870  |
| Ferdinand Johann Hinrich Conrad Schondorff | 1860–1869  |
| Carl Friedrich Rudolf Seitz                | 1869–1882  |
| Otto Friedrich Wilhelm Dahse               | 1870–1919  |
| Philipp Wilhelm Süsserott                  | 1882–1911  |
| Carl Johann Albert Kluge                   | 1911–1919  |
| Heinrich Heydemann                         | 1919–1936  |
| Louis Wilhelms                             | 1935–1939  |
| Wilhelm Lemm                               | 1935–1945  |
| Hans Warscycek                             | 1945       |
| Hans Warnke                                | 1945       |
| Klaus Sorgenicht                           | 1945–1946  |
|                                            |            |
| Heinz Eckert                               | 1967?      |
| Manfred Kirsch                             | 1972?      |
| Jürgen Stiegler                            | 1988–1990  |
| Lothar Fila (CDU)                          | 1990–1994  |
| Hans-Erich Höpner (SPD)                    | 1994–2001  |
| Andreas Brunotte (amtierend)               | 2001–2004  |
| Arne Schuldt (parteilos)                   | 2004–2025  |
| Sascha Zimmermann (FDP)                    | ab 2025    |

Der langjährige Bürgermeister Arne Schuldt wurde in der Bürgermeisterwahl 2017 mit 73,7 % der gültigen Stimmen in seinem Amt bestätigt.
Bei der Bürgermeisterstichwahl am 24. November 2024 wurde Sascha Zimmermann mit 72,1 % der gültigen Stimmen zu seinem Nachfolger gewählt. Seine Amtszeit begann am 1. März 2025 und beträgt sieben Jahre.

### Wappen
| Wappen der Stadt Güstrow | Blasonierung: „In Gold ein stehender, linksgewendeter, hersehender schwarzer Stier mit untergeschlagenem Schweif vor einem gelehnten ausgerissenen, grünen Baum oben mit vier fünfzackigen Blättern, unten mit einem fünfzackigen und einem dreizackigen Blatt.“ |
| Wappen der Stadt Güstrow | Wappenbegründung: Güstrow führte seit langem ein Wappen, das in Rot als Sinnbild für das Werler Fürstenhaus einen schwarzen Stier und als städtisches Symbol einen grünen Rosenbusch mit roten Blüten zeigte. Diese auf das Siegelbild des Sekretsiegels der Stadt - als Abdruck erstmals 1367 überliefert - zurückgehende Wappengestaltung war im April 1858 festgelegt worden. Um 1880 erfolgte eine Wappenänderung. Als Vorlage für das Wappen diente nunmehr das Siegelbild des SIGILLVM BVRGENSIVM DE GVSTROWE, erstmals als Abdruck 1293 überliefert, das den Stier vor einem Baum als städtisches Zeichen wiedergibt. Die den heraldischen Regeln zuwiderlaufende Tingierung, die nach Carl Teske wohl damit erklärt werden kann, dass bei der colorierten Wappendarstellung das aufgelegte Gold im Laufe der Zeit abgesprungen und die rote Grundierung zum Vorschein gekommen ist, wurde beibehalten. Das in der Fassung von 1880 wiederhergestellte Wappen hatte Rechtskraft bis 1999, als auf Vorschlag des damaligen Landeshauptarchivs das Hoheitszeichen die ursprüngliche Schildfarbe Gold zurückerhielt. Mit dem Stier soll auf die Herren zu Werle als Stadtherren von Güstrow hingedeutet werden. Das Wappenänderung wurde am 8. Juni 1999 durch das Ministerium des Innern genehmigt und unter der Nr. 72 der Wappenrolle des Landes Mecklenburg-Vorpommern registriert. |

Historische Wappen
| Wappen der Stadt Güstrow 1880–1999 | Blasonierung: „In Rot ein stehender, linksgewendeter, hersehender schwarzer Stier mit untergeschlagenem Schweif vor einem gelehnten ausgerissenen, grünen Baum oben mit vier fünfzackigen Blättern, unten mit einem fünfzackigen und einem dreizackigen Blatt.“ |
| Wappen der Stadt Güstrow 1880–1999 | Wappenbegründung: Über die Symbolik des Wappens siehe Beschreibung des jetzt amtlichen Wappens. Das Wappen wurde von ca. 1880 bis 1999 - von einer kurzen Phase zu Beginn der 1940er Jahre abgesehen - als Stadtwappen genutzt.                                 |

| Wappen der Stadt Güstrow 1943–1945 | Blasonierung: „In Gold vor einer ausgerissenen grünen Eiche ein angreifender roter Stier.“ |
| Wappen der Stadt Güstrow 1943–1945 | Wappenbegründung: Das Wappen verlor schon bald nach dem Ende des II. Weltkrieges seine Gültigkeit. Das Wappen wurde vom Heraldiker Hans Herbert Schweitzer gestaltet und am 1. Oktober 1943 durch den Reichsstatthalter in Mecklenburg verliehen. |

### Flagge

Flagge der Stadt Güstrow

Die Flagge wurde am 8. Juni 1999 durch das Ministerium des Innern genehmigt.
Die Flagge ist Gelb - Grün (1:1) längs gestreift. In der Mitte des Flaggentuchs liegt, auf jeweils zwei Drittel der Höhe des gelben und des grünen Streifens übergreifend, das Stadtwappen. Die Höhe des Flaggentuchs verhält sich zur Länge wie 3:5.

### Dienstsiegel
Das Dienstsiegel zeigt das Wappen der Stadt mit der Umschrift BARLACHSTADT GÜSTROW.

### Partnerstädte
- Kronshagen (Deutschland), seit 1992
- Gryfice (Polen), seit 1997
- Neuwied (Deutschland), seit 1989[43]
- Ribe (Dänemark), seit 1991
- Bures-sur-Yvette (Frankreich), seit 2022[44]
- Valkeala (Finnland), von 1998 bis zu seiner Eingemeindung im Jahr 2009[45]

## Sehenswürdigkeiten und Kultur

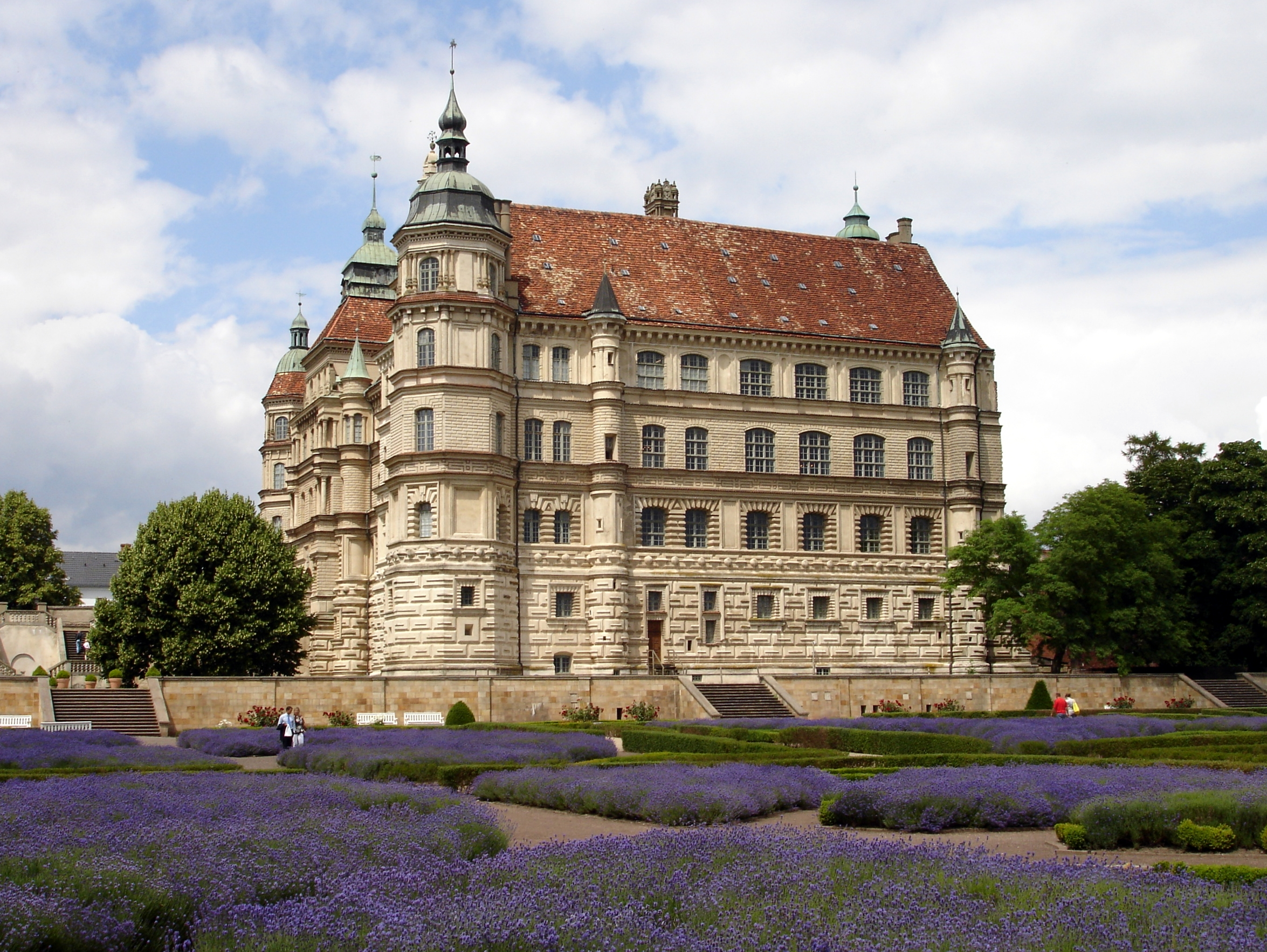
Schloss Güstrow

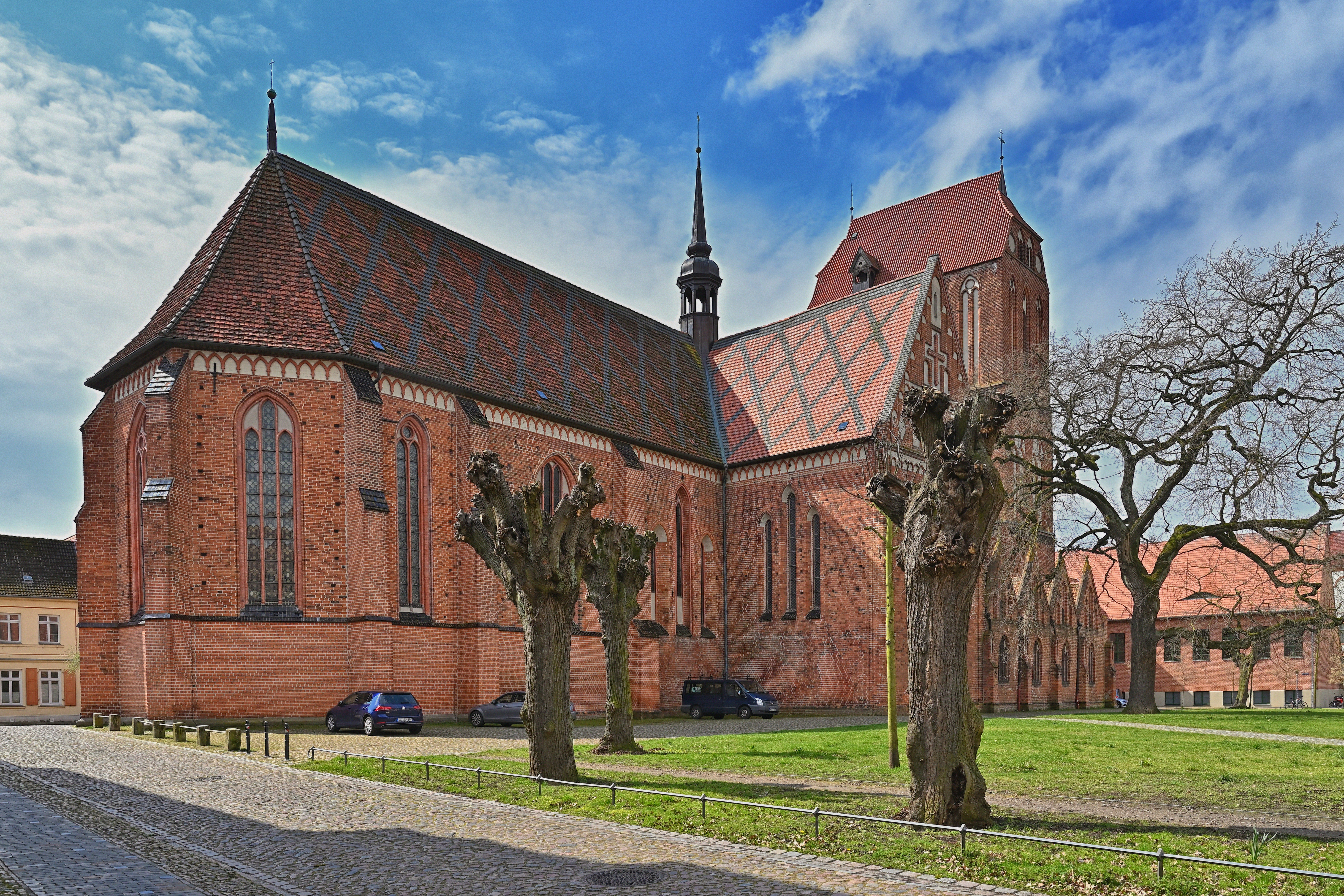
Güstrower Dom

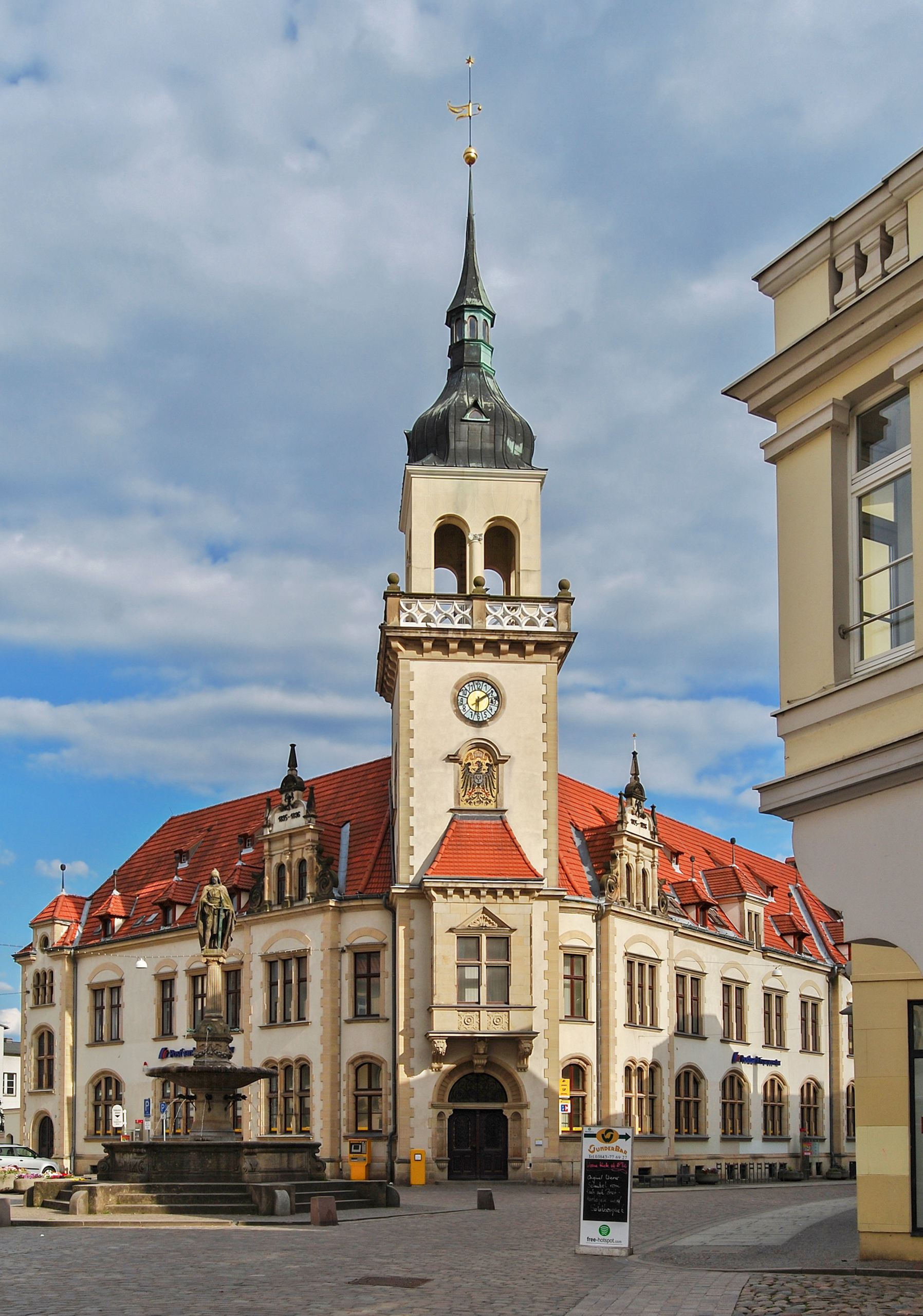
Postamt und Borwinbrunnen

### Bauwerke
- Schloss Güstrow: Residenz mecklenburgischer Herzöge im Stile der Renaissance aus dem 16. Jahrhundert
- Güstrower Altstadt, weitgehend geschlossen erhalten und saniert, Bürgerhäuser in verschiedensten Stilen bis hin zur Backsteingotik
- Domschule Güstrow von 1579 im Stil der Renaissance
- Gedenkstätten der Ernst-Barlach-Stiftung: In Güstrow befinden sich drei Museen, die an das Leben und Werk des Expressionisten Ernst Barlach erinnern. Die Gertrudenkapelle beherbergt Holzskulpturen und bildhauerische Werke. In seinem ehemaligen Atelierhaus am Inselsee werden Holzskulpturen, Plastiken und Werkmodelle gezeigt. Das unmittelbar benachbarte Ausstellungsforum zeigt weitere Werke Barlachs und beinhaltet auch ein Grafikkabinett mit Zeichnungen, Drucken und Handschriften.
- Dom St. Maria, St. Johannes Evangelista und St. Cäcilia mit Schwebendem Engel (Güstrower Ehrenmal von Ernst Barlach mit dem Gesicht von Käthe Kollwitz) und Apostelfiguren von Claus Berg, Flügelaltar von Hinrik Bornemann (1495). Ulrich-Monument, Dorotheen-Epitaph und Borwin-Epitaph, 1574–1599 von Philipp Brandin, Claus Midow und Bernd Berninger.
- Pfarrkirche St. Marien mit dem Brüsseler Altar aus dem 16. Jahrhundert mit Schnitzwerken von Jan Borman und Malereien von Bernard van Orley bzw. dem Meister des Güstrower Altars.
- Güstrower Heiliggeistkirche mit dem Norddeutschen Krippenmuseum: Es handelt sich um eine renovierte Kapelle, die um 1300 ursprünglich als Spital erbaut worden war. Hier werden 177 wertvolle Krippen und Madonnenfiguren aus aller Welt ausgestellt.
- Ernst-Barlach-Theater, 1828 erbaut, 1929 zum Kino umgebaut, 1955 bis 1957 umgebaut und als Theater wieder eröffnet. Heute ist es ein Bespieltheater in enger Kooperation mit der Theater und Orchester GmbH Neubrandenburg/Neustrelitz.
- Rathaus am Markt, ursprünglich aus dem 13. Jahrhundert, um 1800 neu errichtet
- Postamt Güstrow von 1896 mit städtebaulich dominantem Turm
- Das Haus der Kirche ist ein barockes Wohnhaus (Grüner Winkel 10) und wird als Tagungszentrum des Kirchenkreises Mecklenburg genutzt.
- Katholische Kirche Mariä Himmelfahrt, expressionistisches Bauwerk von Paul Korff von 1929.
- Stadtmuseum Güstrow im ehemaligen Schlosskrankenhaus
- Fachhochschule Güstrow, größtes geschlossenes Backsteinbau-Ensemble in Mecklenburg-Vorpommern, ab 1936 errichtet, 1938 als Lehrerbildungsanstalt in Dienst gestellt, beherbergte zu DDR-Zeiten die Pädagogische Hochschule „Liselotte Herrmann“ Güstrow; heute denkmalgeschützter Sitz der Fachhochschule für öffentliche Verwaltung, Polizei und Rechtspflege sowie des Landesfortbildungsinstituts für den öffentlichen Dienst.

### Denkmale

#### Denkmale, Zeitzeugnisse

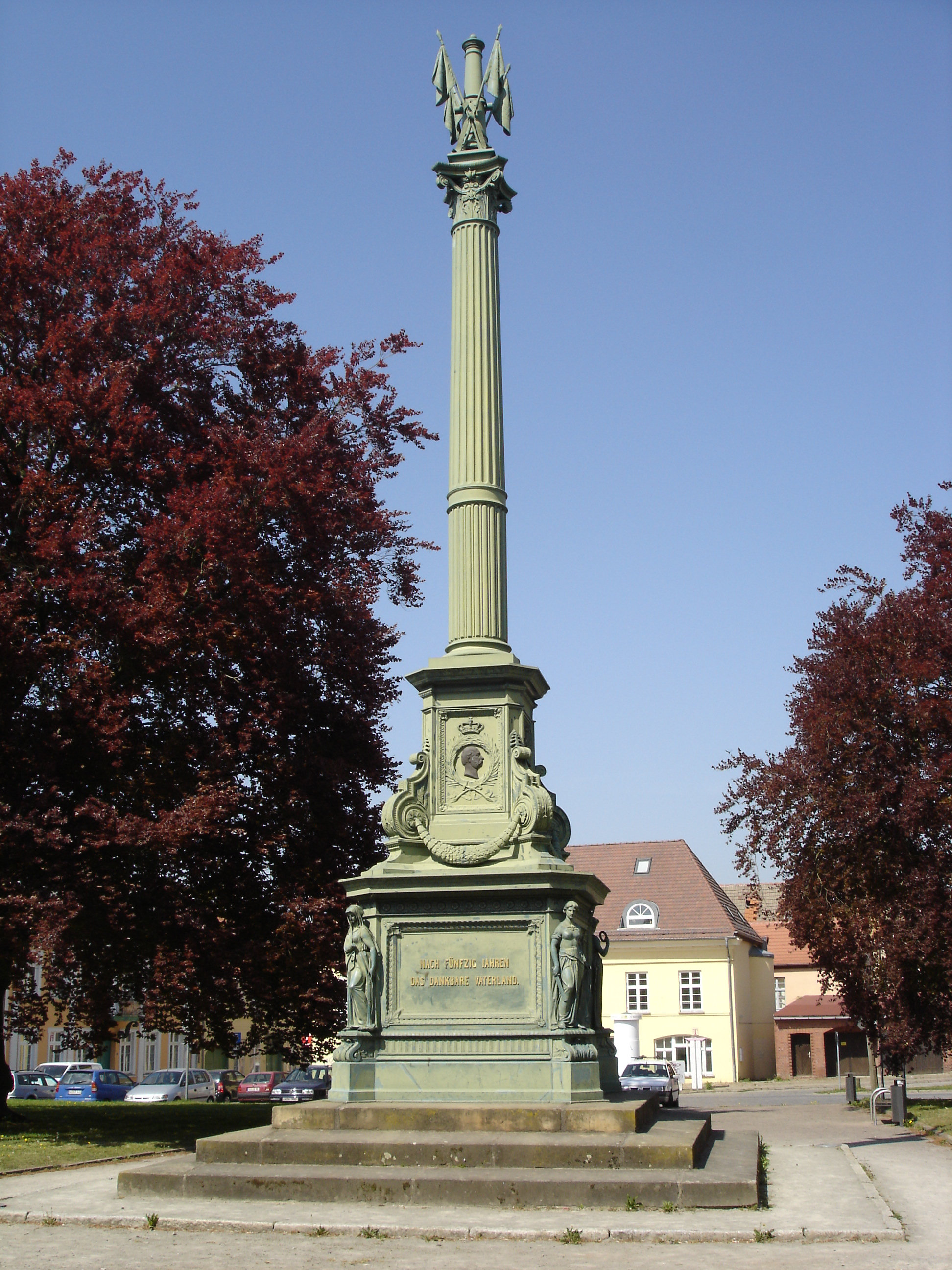
Gedenksäule Befreiungskriege 1813

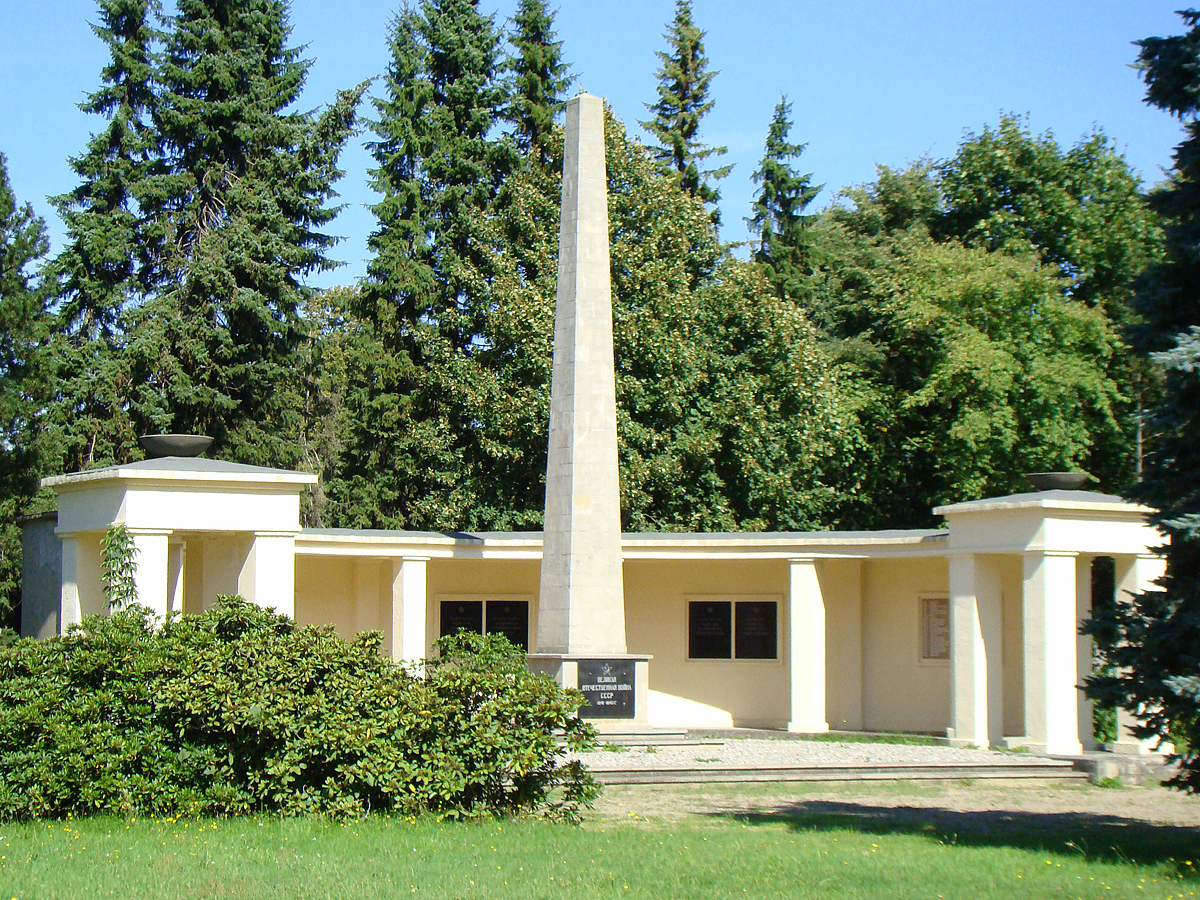
Sowjetischer Ehrenfriedhof

- 1865: Landesdenkmal für die Befreiungskrieger 1813–1815 errichtet nach einem Entwurf des Schweriner Hofbaurates Hermann Willebrand, dem auch die Bauleitung übertragen wurde. Die Reliefs und weiblichen Allegorien wurden von dem aus Güstrow stammenden Carl Georg Ludwig Wiese geschaffen. Grundsteinlegung 1863, Einweihung 1865
- 1883: Elisabethstein, errichtet zur Erinnerung an die Bepflanzung der Heidberge im Jahre 1573 durch Elisabeth von Dänemark († 1586), der ersten Ehefrau des Herzogs Ulrich
- 1889: Borwinbrunnen mit der Figur des Stifters der Stadt Heinrich Borwin II. von Richard Thiele[46]
- 1908: Brunnen Voß un Swinegel („Fuchs und Igel“) für John Brinckman von Wilhelm Wandschneider[47]
- 1910: Gefallenendenkmal 1870/71, Granitsockel mit Bronzeskulptur Kniender Krieger von Wilhelm Wandschneider
- 1914: Grabdenkmal mit Bronzerelief für John Brinckman von Wilhelm Wandschneider, zum 100. Geburtstag errichtet
- 1920: Brunnen vor der jetzigen Landesgehörlosenschule von Paul Korff
- 1927: Gefallenendenkmal 1914/18 für die im Ersten Weltkrieg gefallenen Mitglieder der Domgemeinde, Schwebender Engel von Ernst Barlach, 1937 als „entartet“ entfernt, 1941 eingeschmolzen; Der jetzige Schwebende ist ein Drittguss und eine Abformung vom Zweitguss, der in der Kölner Antoniterkirche hängt. Er wurde 1953 in einem Gottesdienst wieder im Güstrower Dom aufgehängt.
- 1929: Bronzeplastik Mariä Himmelfahrt, Ludwig Nolde (Osnabrück), Standort Südgiebel der katholischen Kirche
- um 1930: Stadtwappen aus Eisenguss, Entwurf Heinrich Kaehler (Museum der Stadt Güstrow), vermutlich in den van Tongelschen Stahlwerken in Güstrow um 1930 gegossen (ursprünglich an vier verschiedenen Standorten in Güstrow vorhanden)
- 1930: Gefallenendenkmal 1914/18 für die gefallenen Gemeindemitglieder der Pfarrgemeinde, Der auferstehende Krieger von Kurt Kluge
- 1936: Wappenfries der Handwerkerschaft, bis in die 1950er Jahre im Flur der Kongresshalle aufgehängt, jetziger Standort ist der Tagungsraum der Kreishandwerkerschaft (Neukruger Straße)
- 1936: Stadtwappen im Oberlicht der Eingangstür zur Kongresshalle, von Otto Schumacher gefertigt
- 1937: Wandbilder (Tanzende Mädchen und Ballspielende Jungen) (Sgraffito), von Erwin Fuchs in der Turnhalle der Fritz-Reuter-Schule
- 1946: Sowjetischer Ehrenfriedhof an der Plauer Chaussee für 545 Menschen, darunter sowjetische Soldaten, Kriegsgefangene, Zwangsarbeiter, auch Frauen und Kinder, von H. Schreiber errichtet, 1962 Neugestaltung durch Martin Eggert
- 1953: Mosaik-Wandbilder von Vera Kopetz im Theater und in der Landesgehörlosenschule
- 1957: Glasmalerei mit Brunnen, durch Erwin Fuchs in der Landesgehörlosenschule erstellt
- 1956/1957: Steinerne Reliefs zum Thema Bildung und Kultur, durch Jo Jastram an der damaligen Pädagogischen Hochschule errichtet (heute FHföVuR), daneben seit 1972 ein Gedenkstein für die 1938 ermordete Kommunistin Liselotte Herrmann
- 1960: Ehrenmal für die Opfer des „Widerstandes gegen den Faschismus“, Entwurf Martin Eggert, Ausführung R. Lange
- 1970: Gedenktafel für die Opfer des Kapp-Putsches am Rathaus vom 17. März 1920, gefertigt von R. Lange
- Ehrenanlage für die Opfer des Faschismus auf dem Friedhof Rostocker Chaussee 2. Hauptweg mit Gedenktafel für namentlich genannte ermordete Widerstandskämpfer
- Granitobelisk zum Gedenken an „Verschleppte“ über der Grabstätte für mindestens 25 Opfer der Zwangsarbeit
- 1990: Gedenkstein für die Opfer der SED-Herrschaft vor dem ehemaligen MfS-Gebäude Neukrugerstraße 3
- 1996: Gedenkstein am Schlossberg für die Opfer der sowjetischen Geheimpolizei
- 2003: Gedenktafel für Karl-Alfred Gedowsky, am Eingang des John-Brinckman-Gymnasiums für den wegen angeblicher Spionage im Alter von 20 Jahren verhafteten und 1952 in Moskau hingerichteten ehemaligen Schüler
- 2007: Porträtstele von Wieland Förster für den Schriftsteller Uwe Johnson auf dem Domplatz

#### Nicht oder teilweise erhaltene Denkmäler
- Gefallenendenkmal 1870/71 mit der Terrakotta-Figur Germania von Alexander Calandrelli, 1876 geweiht, 1910 wegen Bauschäden abgerissen
- Gefallenendenkmal 1914/18 des Gefangenenlagers von Kriegsgefangenen 1918 in Güstrow-Bockhorst errichtet, stark zerstört, in Resten erhalten. In Güstrow-Bockhorst lag während der NS-Zeit ein Flugplatz der Luftwaffe.
- Gefallenendenkmal 1914/18 des Holsteinischen Artillerieregiments Nr. 24 nach Entwurf von Paul Wallat, 1923 geweiht, 1942 abgerissen (nach Angabe des Stadtarchivs 1944 abgerissen, das ins Archiv gegebene Relief ist nicht mehr auffindbar)
- Hölzerne Reliefs aus Eichenholz, Darstellungen von Sämann und Mähender Bauer, Höhe ca. 3,5 m, Entwurf von Wilhelm Wandschneider, Ausführung durch Hermann Engel, hingen von 1935 bis in die 1970er Jahre in der Güstrower Kongresshalle, in den 1970er Jahren bei Renovierungsarbeiten zerstört und danach verbrannt
- Wandbilder in der Cafeteria des Landkreishauses, um 1936 von unbekanntem Künstler geschaffen, durch Bauarbeiten bei der Renovierung im oberen Bereich zerstört.

### Natur
- Wildpark-MV mit Wölfen, Braunbären und anderen einheimischen Tierarten, 200 Hektar Parklandschaft, Erlebniswelten, Abenteuerpfaden und ganzjährig Veranstaltungen
- Der Inselsee liegt in der Nähe von Güstrow und ist etwa 480 ha groß. Seinen Namen erhielt er durch die 57 Hektar große Schöninsel.

### Kultur
Der Filmklub Güstrow ist eine regionale Vertretung der Filmkommunikation Landesverband Mecklenburg-Vorpommern mit wöchentlichem Programmkinoprogramm und mit den Spielstätten Kino im Kunsthaus Güstrow und Südstadtklub sowie dem mobilen Kino, welches landesweit Kino macht. Die Geschäftsstelle des Verbandes für Filmkommunikation befindet sich hier.
Die Bibliothek der Stadt Güstrow ist nach dem Schriftsteller Uwe Johnson benannt: Uwe Johnson-Bibliothek

### Veranstaltungen
Vom 8. bis 10. Juli 2016 fand das offizielle Landesfest, der Mecklenburg-Vorpommern-Tag (MV-Tag), in Güstrow statt. Bereits das allererste Landesfest fand im Jahr 2000 in der mecklenburgischen Residenzstadt statt.
Eine Veranstaltung mit überregionaler „Magnetwirkung“ ist das alljährliche internationale Motorrad-Speedwayrennen um den Pfingstpokal im Stadion an der Plauer Chaussee, das vom MC Güstrow zu Pfingsten organisiert wird.

## Wirtschaft und Infrastruktur

### Wirtschaft
In der Stadt befindet sich der Hauptsitz des Getränkeherstellers Güstrower Schlossquell. Des Weiteren betrieb das Einzelhandelsunternehmen coop eG eines seiner Zentrallager in Güstrow, von dem aus die in der Region befindlichen sky-Märkte bis 2017 beliefert wurden. Die Stadt war zudem Standort der größten Zuckerfabrik Europas, einem Werk der Nordzucker AG. Im Zuge der Zucker-Quoten-Rücknahme schloss das Unternehmen das Güstrower Werk im Jahr 2008. 2009 wurde der BioEnergie Park Güstrow, der sich nördlich von Güstrow befindet, in Betrieb genommen.

### Verkehr

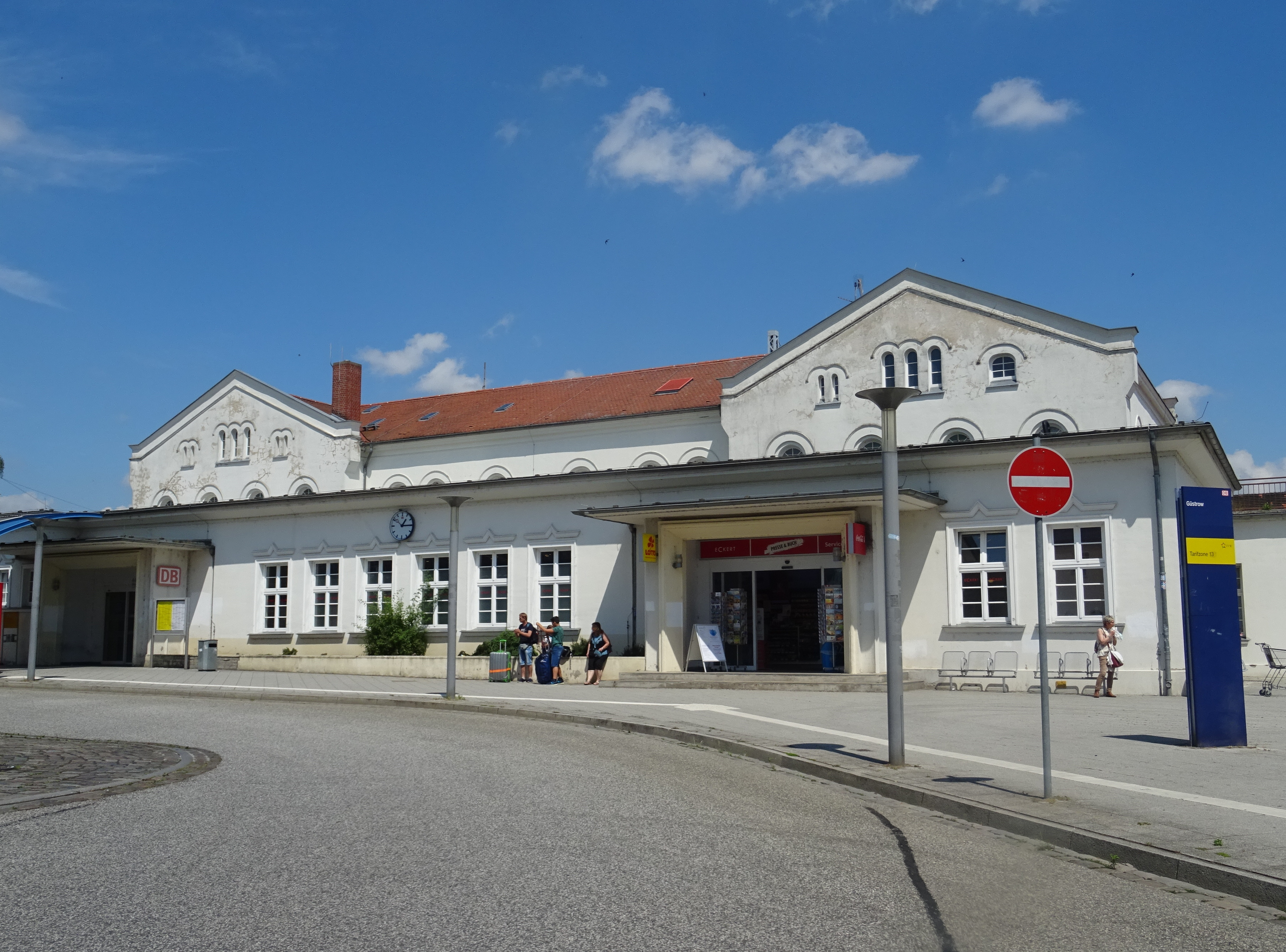
Bahnhof Güstrow, Empfangsgebäude

Der Bahnhof Güstrow liegt an den Strecken Bützow–Szczecin, Güstrow–Schwaan und Güstrow–Meyenburg. Ab Güstrow bestehen S-Bahn-Verbindungen mit der S 2 und S 3 der S-Bahn Rostock nach Rostock und Regionalexpressverbindungen nach Rostock, Berlin, Neubrandenburg und Stettin sowie Bützow und Lübeck. Ein weiterer Bahnhof befindet sich im Stadtteil Primerburg.
Am ZOB am Güstrower Bahnhof verkehren zahlreiche Regionalbuslinien der Rebus Regionalbus Rostock GmbH, der Stadtverkehr wird von den sechs Linien 201, 202, 203, 204, 205, 206 sichergestellt.
Die Bundesautobahn 19 verläuft östlich der Stadt. Die Bundesstraßen 103 und 104 kreuzen sich in Güstrow. Etwa 15 Kilometer nordöstlich liegt der Flughafen Rostock-Laage.

### Behörden

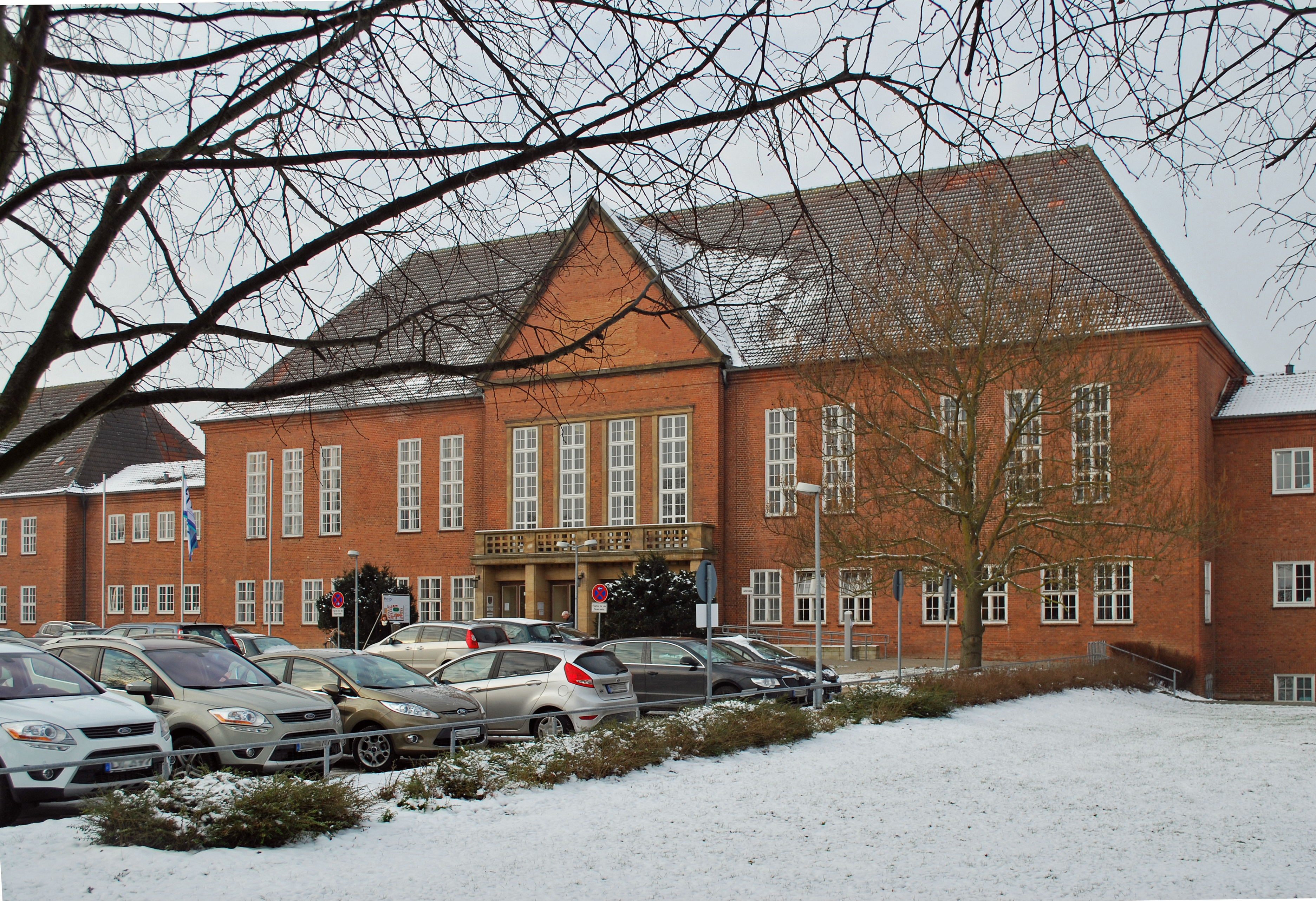
Fachhochschule Güstrow

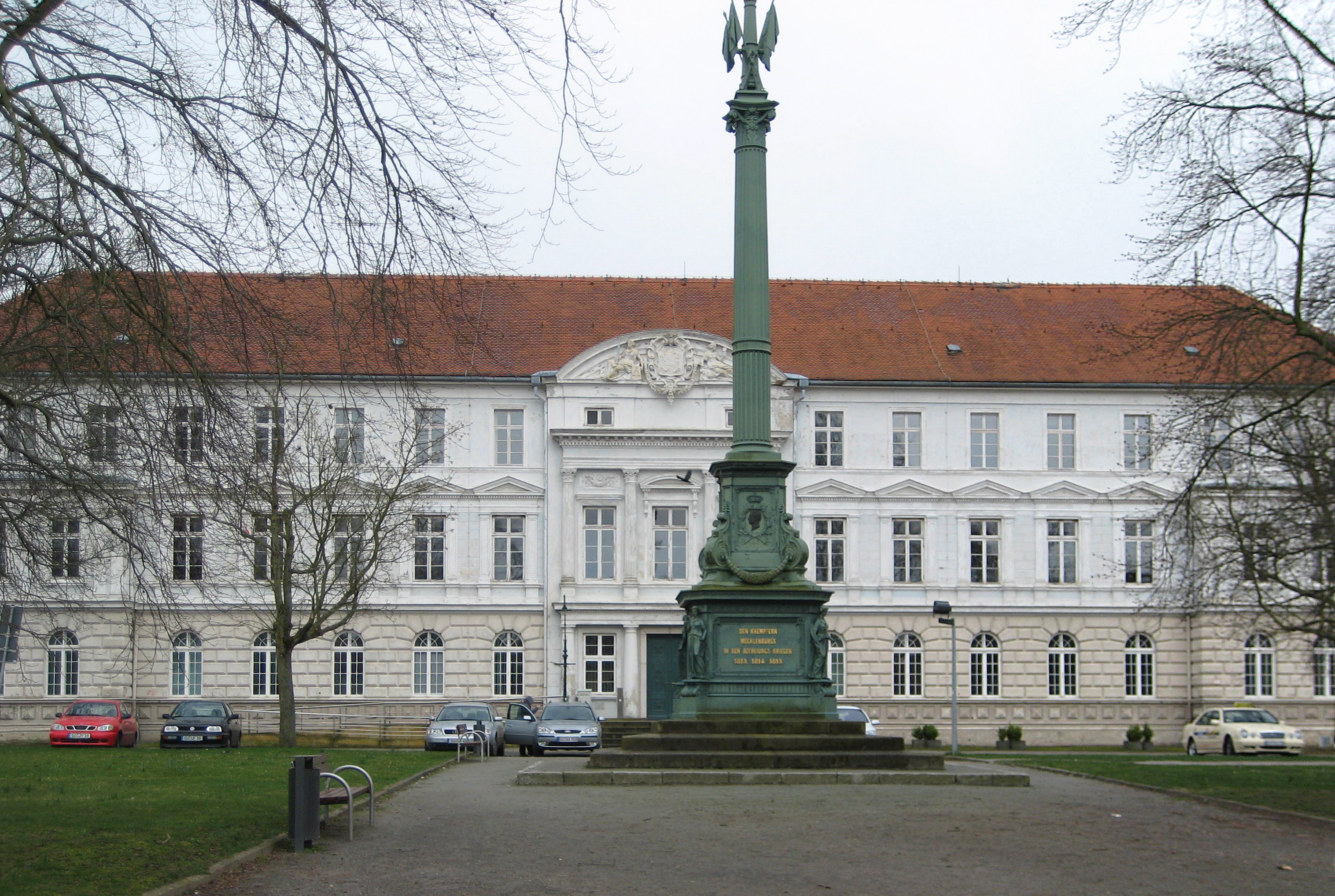
Sitz des Amtsgerichts

Güstrow ist Sitz eines Amtsgerichts, der Fachhochschule für öffentliche Verwaltung, Polizei und Rechtspflege (FHöVPR) des Landes Mecklenburg-Vorpommern und des Landesamtes für Umwelt, Naturschutz und Geologie Mecklenburg-Vorpommern (LUNG M-V).

### Schulen

#### Grund-, Regionalschulen und freie Schule
- Grundschule Georg Friedrich Kersting, Heiligengeisthof 4
- Grundschule Fritz Reuter, Wendenstraße 14
- Grundschule An der Nebel, Hafenstraße 13
- Regionale Schule Richard Wossidlo, Trotschestr. 8
- Regionale Schule Thomas Müntzer, Wendenstraße 13
- Regionale Schule mit Grundschule Schule am Inselsee, Werner-Seelenbinder-Straße 1
- Freie Schule Güstrow (IGS mit Grundschule und Abiturstufe), Bistede 5

#### Kooperatives sonderpädagogisches Förderzentrum
- Schule mit dem Förderschwerpunkt Lernen, Ahornpromenade 1
- Anne-Frank-Schule (Schule zur individuellen Lebensbewältigung), August-Bebel-Straße 30

#### Gymnasien
- John-Brinckman-Gymnasium, Am Wall 6

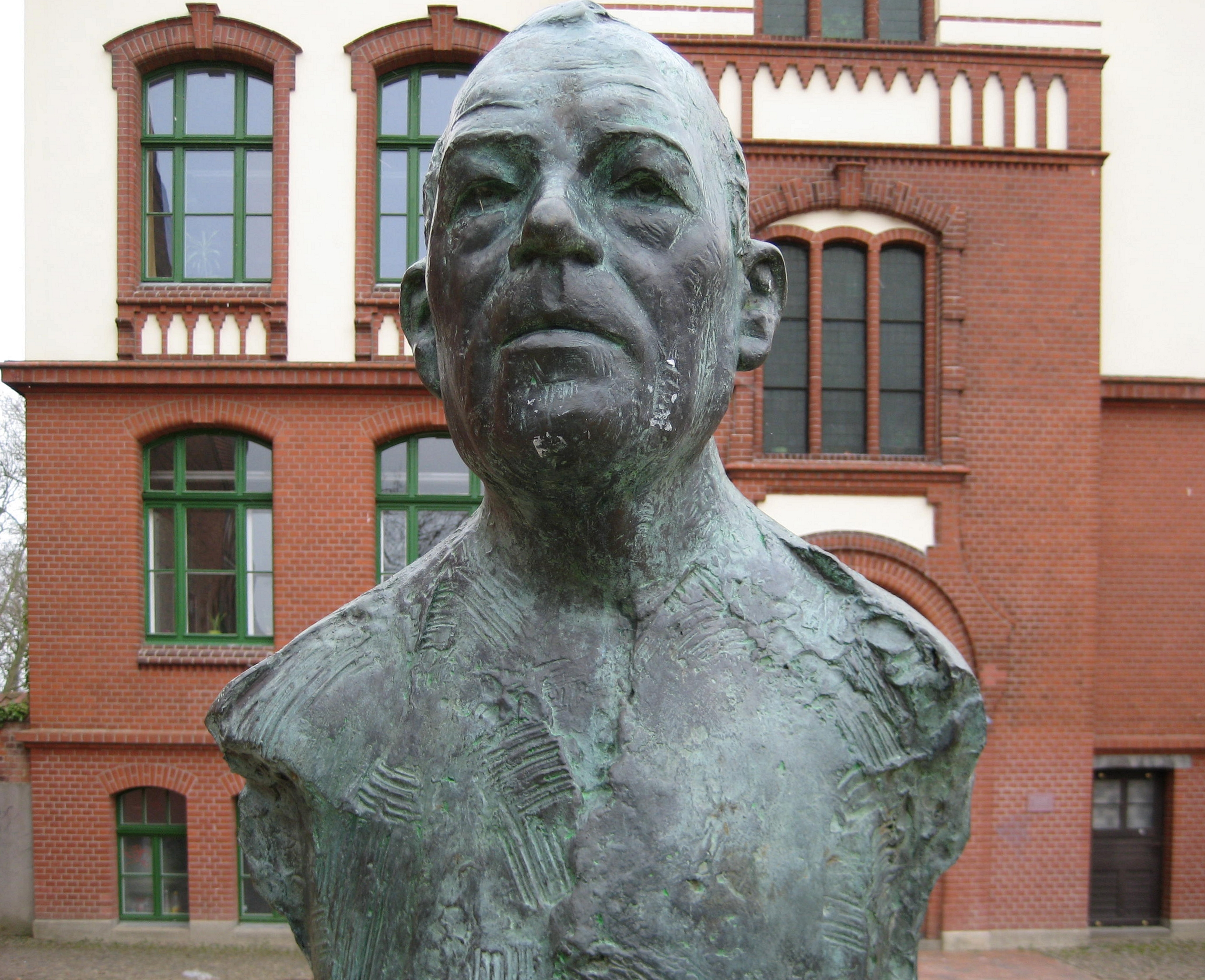
Detail der Skulptur des Schriftstellers Uwe Johnson vor dem John-Brinckman-Gymnasium

#### ecolea | Internationale Schule und Berufsschule
- ecolea | Internationale Schule Güstrow, Plauer Straße 81
- Regionales Berufliches Bildungszentrum des Landkreises Rostock

### Sport
Einrichtungen
- Sport- und Freizeitbad Oase, Plauer Chaussee 7
- Sport- und Kongresshalle Güstrow, Speicherstraße 8
- Sporthalle Kessiner Straße
- Sporthalle Kerstingschule
- Sporthalle Wendenstraße
- Sporthalle Hamburger Straße
- Sporthalle Hafenstraße
- Sporthalle Tolstoiweg
- Sporthalle Werner-Seelenbinder-Straße
- Stadion an der Plauer Chaussee

Vereine (Auswahl)
- Güstrower SC 09: Der größte Sportverein entstanden 2010 aus der Fusion der beiden Vereine VfL Grün-Gold Güstrow und Polizeisportverein 90 Güstrow. Sportarten: u. a. Fußball, Badminton, Basketball, Faustball, Kegeln, Tischtennis und Volleyball.
- ATSV Güstrow (ehemals BSG Lokomotive Güstrow): Hallen- und Feldhockey
- Güstrower HV 94: Handball
- MC Güstrow: Der Motorsportclub ist überregional bekannt dank des Speedwayrennens im Stadion an der Plauer Chaussee. Der MC Güstrow war mehrere Jahre in der Speedway-Bundesliga präsent. In dem Stadion fanden Qualifikationsläufe zur Speedway-WM statt. Der alljährliche sportliche Höhepunkt ist jeden Pfingstsonntag das Internationale Speedwayrennen um den Pfingstpokal, das regelmäßig 8.000 bis 10.000 Zuschauer verfolgen.
- TC Grün-Gelb Güstrow: Tanzsport
- KSV-Güstrow 1990: Kanurenn- und Drachenbootsport
- Steel Bulls Güstrow: Darts